# 厳島神社大鳥居
厳島神社大鳥居（いつくしまじんじゃおおとりい）は、広島県廿日市市の厳島（宮島）にある厳島神社の鳥居。
「朱丹の大鳥居」とも。厳島神社を象徴する建造物であり、世界遺産「厳島神社」を構成する文化財の一つ。国の重要文化財。
神社を海上社殿として大修築した平清盛が創建したとされ、天文16年（1546年）大内義隆らが再建した時から両部鳥居になったと言われる。現在のものは明治8年（1875年）再建の8代目とされていたが、近年の研究により9代目であると判明した。

## 文化財

### 重要文化財
建造物
- 厳島神社大鳥居（附 棟札2枚）

美術工芸品
- 木製銅字扁額 後奈良天皇宸翰 2面

大鳥居は明治32年（1899年）4月5日国の重要文化財に指定、その棟札2枚が昭和38年（1963年）12月26日、大鳥居の附（つけたり）として追加指定されている。また現在厳島神社宝物館が所蔵している扁額はかつて大鳥居に掲げられていたもので後奈良天皇の宸翰であり、これも明治32年国の重要文化財に指定されている。
重文指定されている木造鳥居としては、高さ・大きさともに日本一。奈良の春日大社・敦賀の氣比神宮の大鳥居とともに日本三大木造鳥居に数えられる。また吉野金峯山寺銅鳥居・大阪四天王寺石鳥居とともに日本三大鳥居とも言われているが、これは近世以前神仏習合時代であるという。
なお昭和27年（1952年）厳島全島が特別史跡及び特別名勝に指定、平成8年（1996年）厳島神社と前面の海および背後の瀰山原始林が世界遺産に登録される。

### 構造
本社正面から北西側に108間（約196.4 m）離れた海中に自立する。厳島周辺含めて広島湾の干満差は最大で4 mと言われており、つまり満潮時には海に浮かぶように、干潮時には大鳥居の根元まで歩いて行ける。宮島観光協会は歩いて行ける潮位の目安は100 cm以下であるとしている。

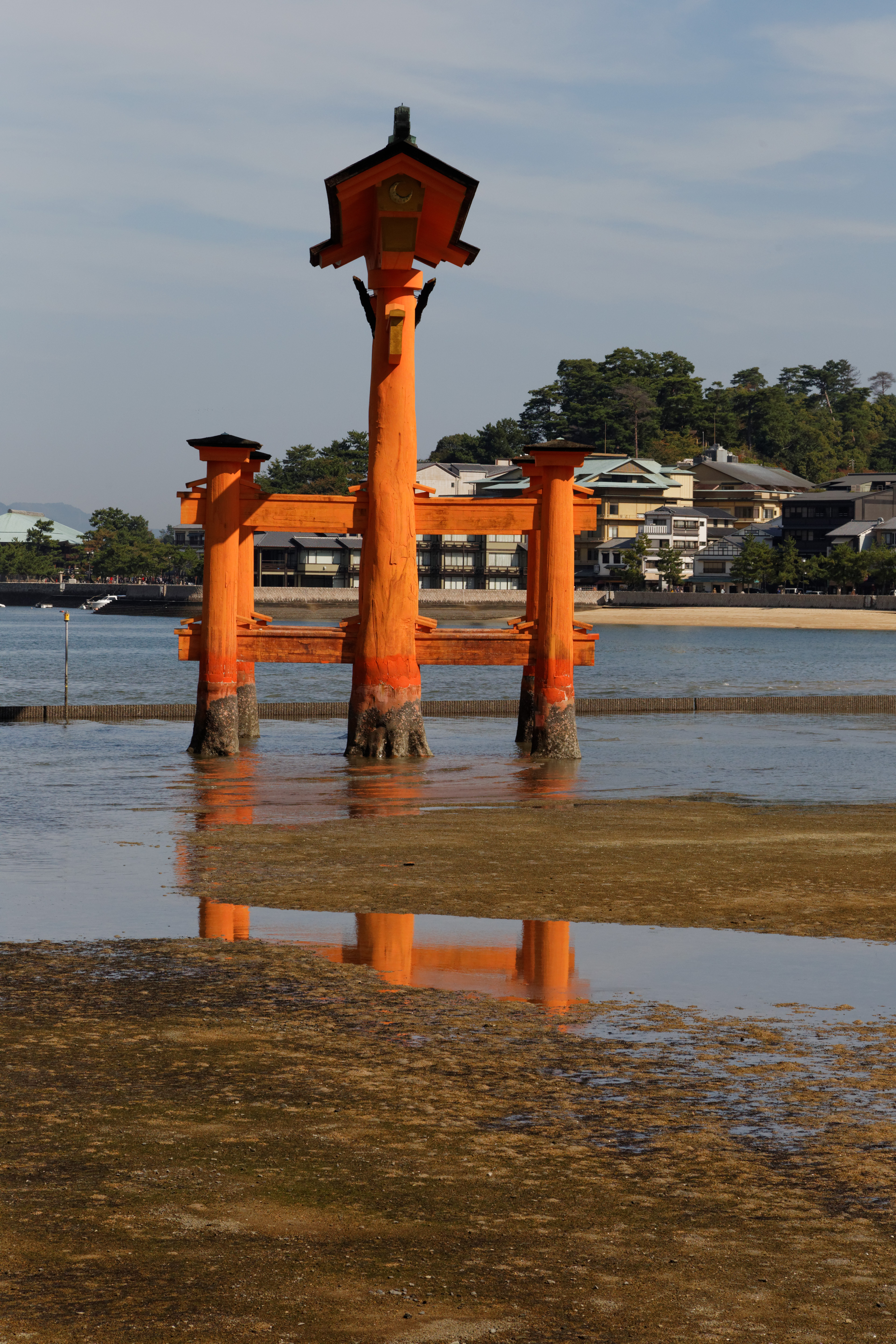
南西側から

各主柱に2本ずつ袖柱を持ち6本足とした両部鳥居とよばれるもの。主柱と袖柱は上下2か所で差貫を差通し楔締で固定している。全体は丹塗だが木口のみ黄土塗。
- 重量 : 約60 t[12]。
- 棟高 : 16.591 m[10]
- 桁行 : 10.939 m（地盤面における主柱真々間）[10]
- 梁間 : 9.394 m（地盤面における袖柱真々間）[10]
- 上棟長 : 24.242 m[10]
  - 軒付上角から主柱真間 : 1.97 m[10]
- 屋根面積 : 111.153 m2（平葺面積）[10]

材質は主柱2本がクスノキの自然木で、東柱が日向国岡富村（現宮崎市西都市）産で、西柱が讃岐国和田浜（現香川県観音寺市）産のもの。1950年の修理時にクスノキで根継ぎを行っており、根継ぎ材は東柱が福岡県久留米市産、西柱が佐賀県佐賀郡川上村池上（現佐賀県佐賀市）産。袖柱4本はスギの自然木。これも1950年の修理で根接ぎされており、根継ぎ材にはクスノキを用いている。クスノキが用いられるのは、比重が重く、腐りにくく、虫に強いことから。
基礎には千本杭と呼ばれる工法が用いられている。厳島は全域が花崗岩で形成され地表付近はその風化残留土になるマサ土で覆われており、ここは砂地の地盤になる。そこでそれぞれの柱の下には約30本から100本の松杭が打ち込まれている。1909年修繕の際に、千本杭の上に厚さ45 cmのコンクリート基礎が補強され、その上に厚さ24 cmの布石（板石）が敷き並べてある。鳥居は地下埋設ではなくその布石の上に自重で立っている。
上部の笠木・島木は箱型になっており中に小石大の玉石が詰められ重しとしている。かつては経石が入っているとされていたが、実際は何も書かれていない丸石であった。笠木・島木双方とも反り上がり、その上棟に屋根通し板を打ち付け檜皮葺としている。笠木の木口北東側に「日」南西側に「月」の漆箔押しの金具が施されている。陰陽道の影響とされ、北東が鬼門であるため鬼門封じとして太陽、その反対方向であるため月が飾られたとされる。
扁額は1875年建立する際に作られ、縦2.73 m×横1.83 m、有栖川宮熾仁親王の染筆で表側（海側）は「厳島神社」・裏側（社殿側）は「伊都岐島神社」と記されている。その前に掲げられていた後奈良天皇の扁額は、表側が縦2.54 m×横1.48 m「厳島大明神」表記、裏側が縦2.52 m×横1.50 m「伊都岐島大明神」表記（明神号）。

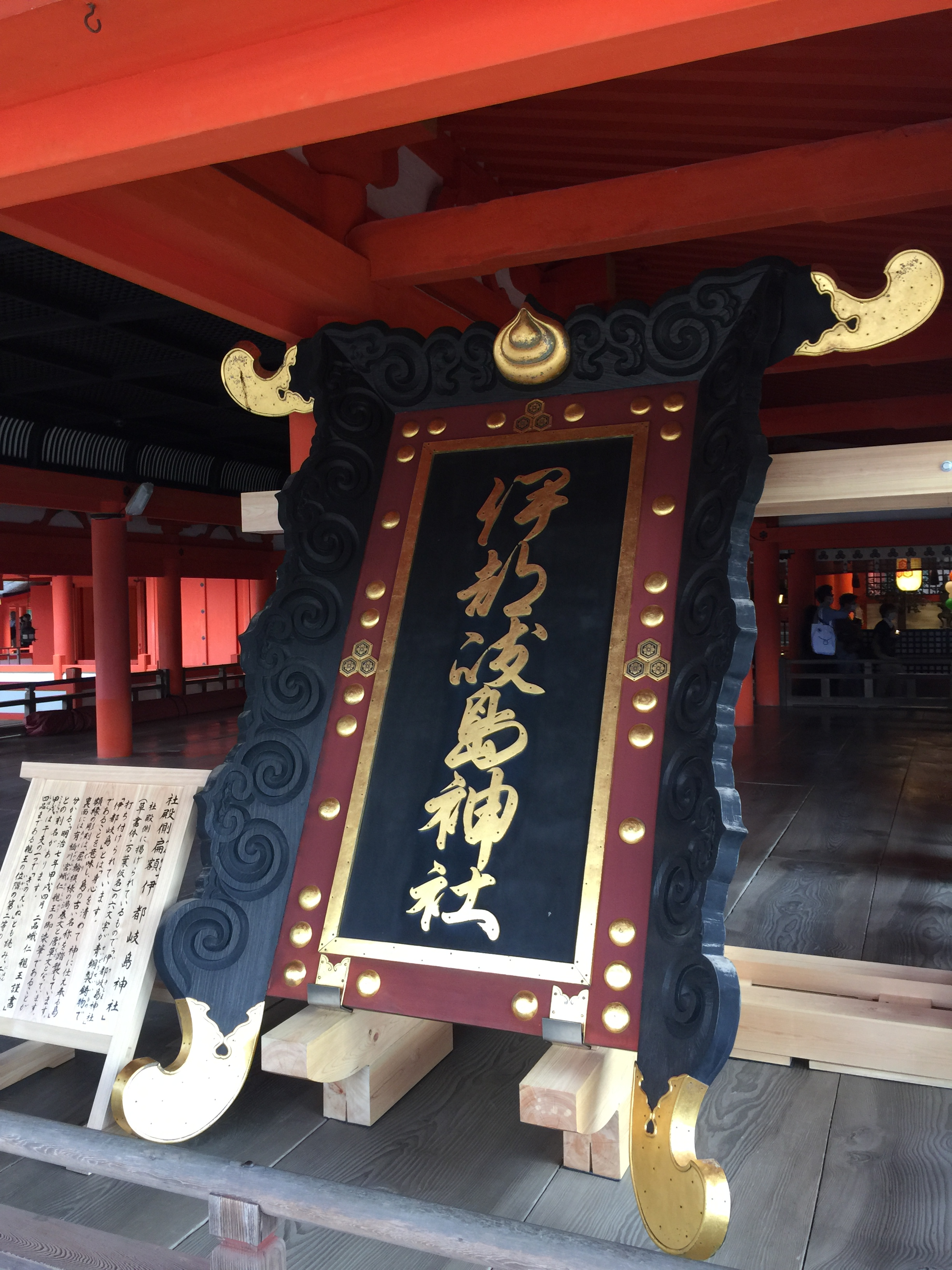
令和の大工事中に本殿で展示された扁額「伊都岐島神社」
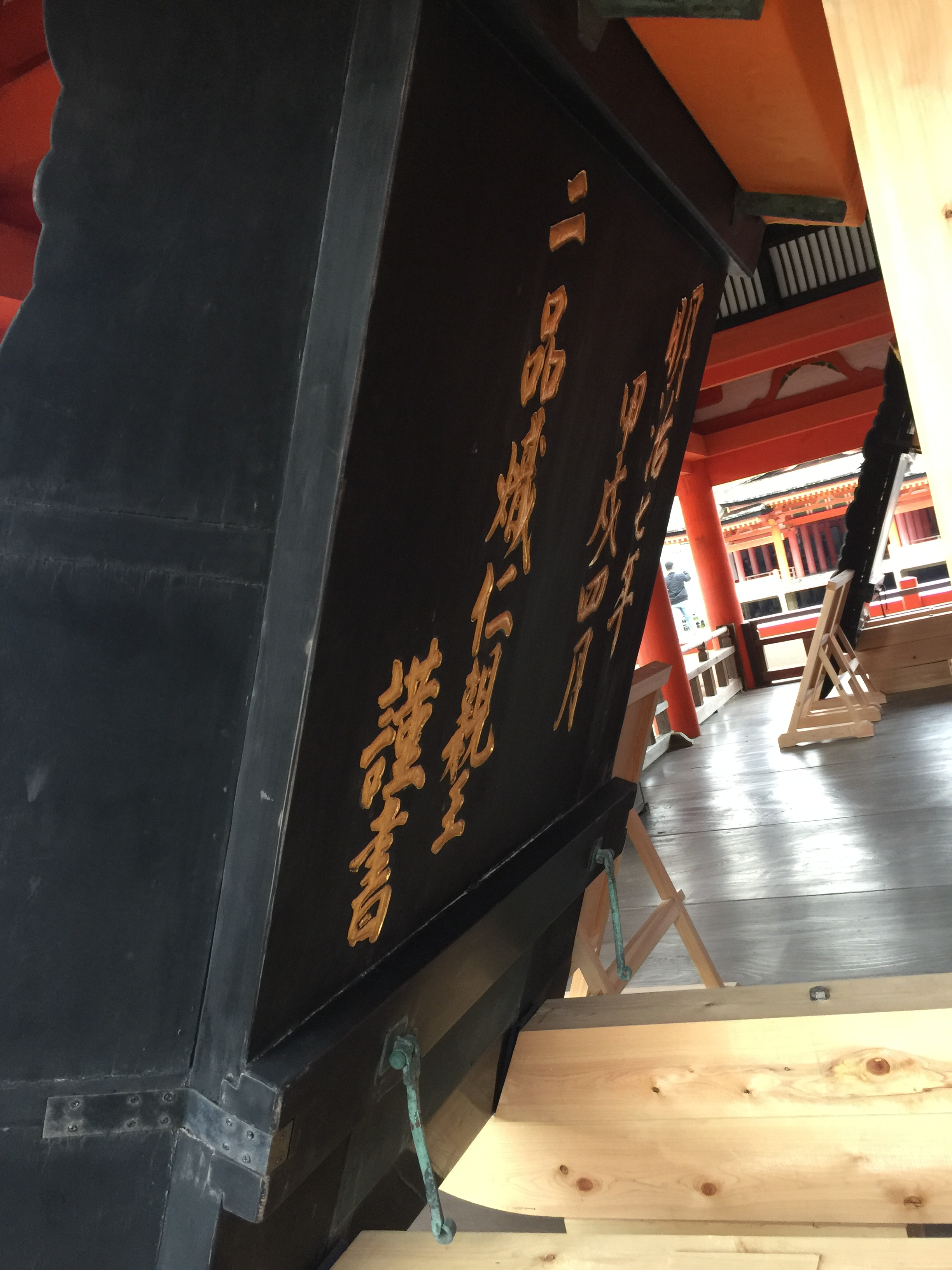
扁額「伊都岐島神社」の裏
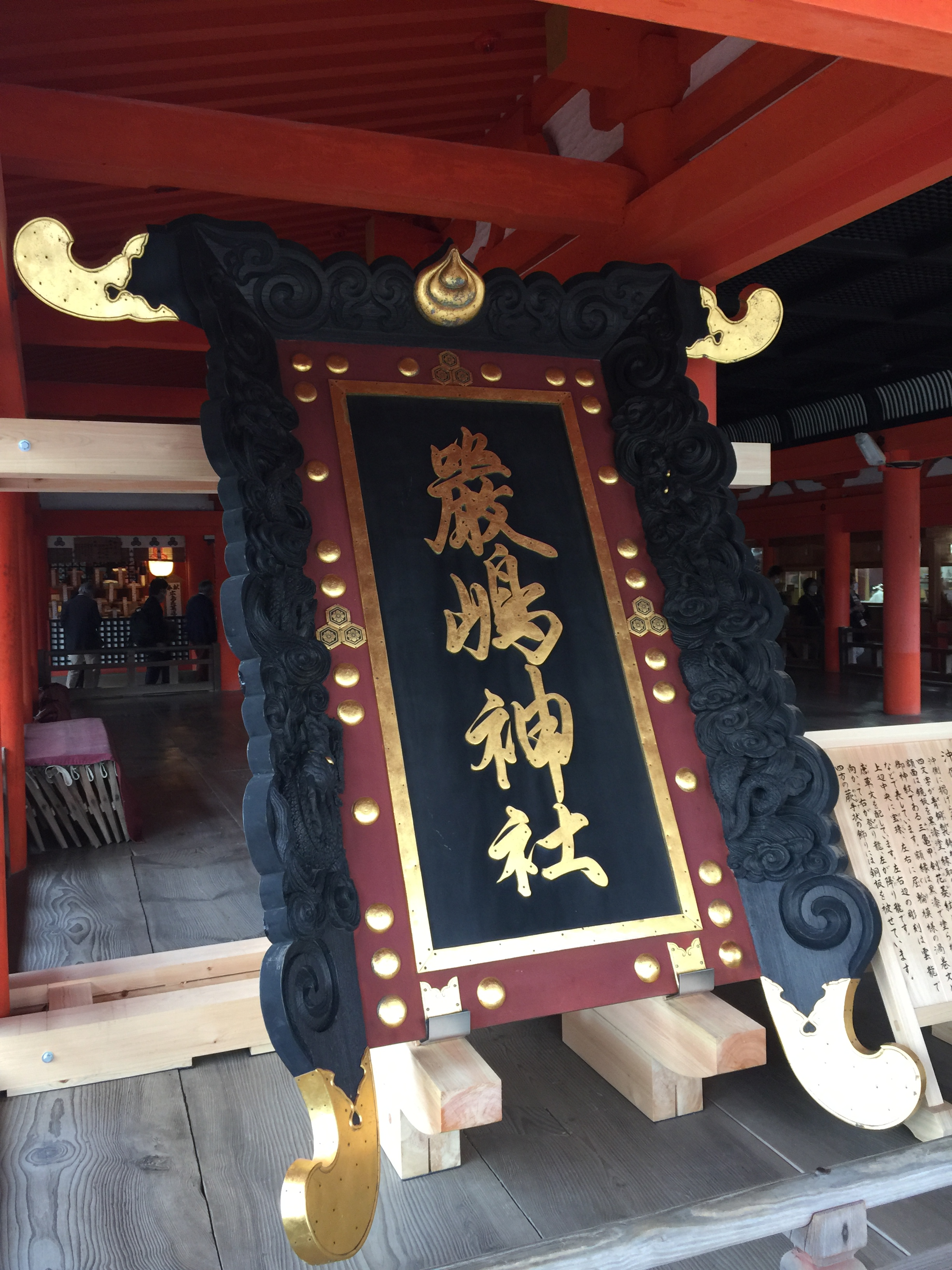
令和の大工事中に本殿で展示された扁額「嚴嶋神社」
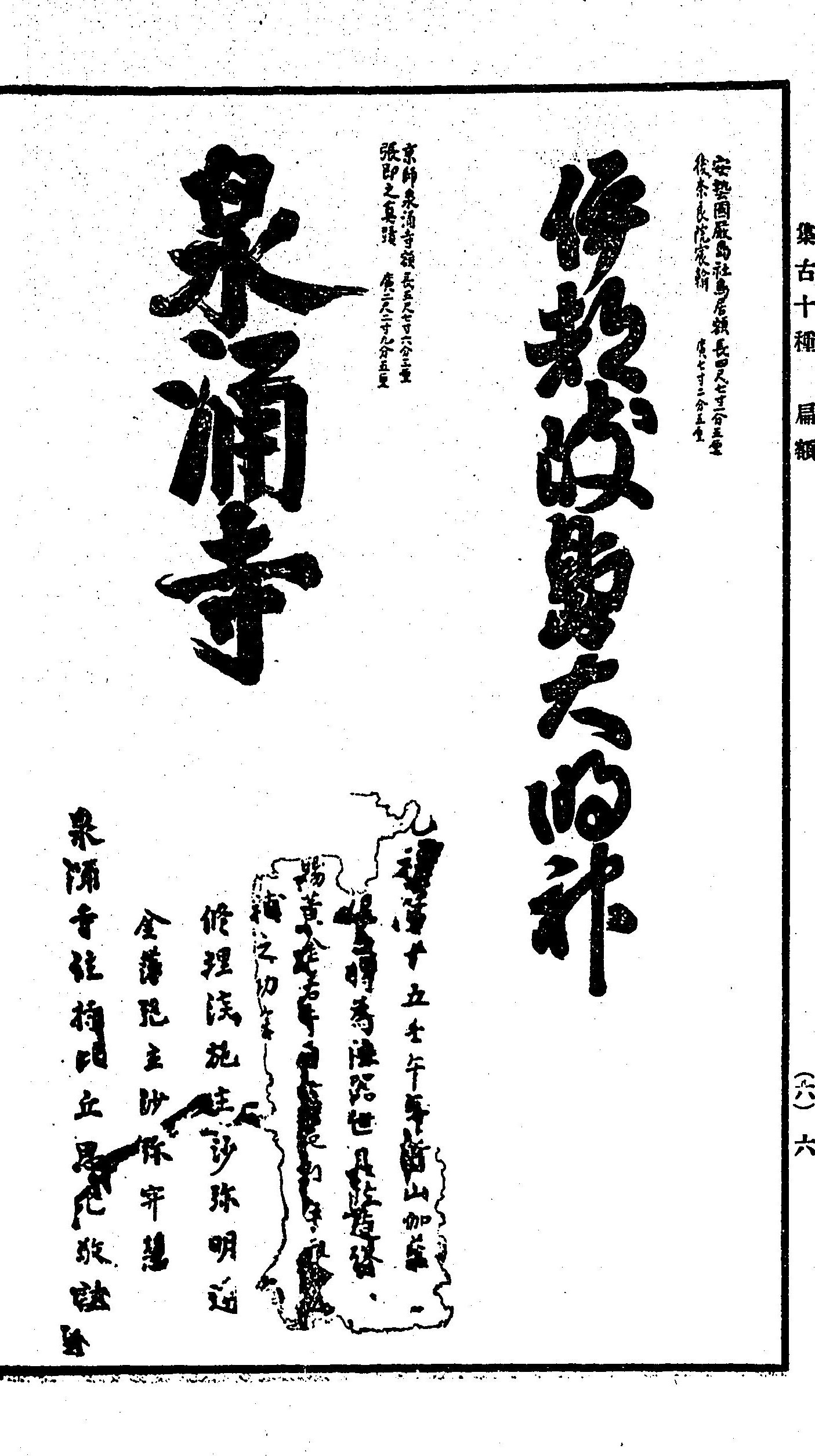
『集古十種 扁額之部』寛政12年（1800年）。扁額「伊都岐島大明神」模写。

## 来歴
| ー   | 593年                          | （厳島神社創建）               |        |
| 初代 | 1168年                         | 創建                           |        |
| 2代  | 1223年-1240年 の間に再建された | 1223年-1240年 の間に再建された |        |
| 3代  | 1286年                         | 建立                           | 39年   |
| 3代  | 1325年                         | 大風で倒壊                     | 39年   |
| 4代  | 1371年                         | 建立                           |        |
| 5代  | 1546年                         | 建立                           |        |
| 6代  | 1561年                         | 建立                           | 155年  |
| 6代  | 1716年                         | 自然に倒壊                     | 155年  |
| 7代  | 1739年                         | 建立                           | 37年   |
| 7代  | 1776年                         | 落雷で焼失                     | 37年   |
| 8代  | 1801年                         | 建立                           | 49年   |
| 8代  | 1850年                         | 大風で大破                     | 49年   |
| 9代  | 1875年                         | 建立、現存                     | 1875年 |

### 定説
（現在の定説は1958年国宝厳島神社建造物修理委員会『国宝並びに重要文化財建造物厳島神社昭和修理綜合報告書』によるもの。）
厳島神社は593年（推古天皇元年）佐伯鞍職によって建てられたとされる。鳥居も本社創建とともに建設されたとされる。
現状のような海上社殿となったのは、平清盛の援助を受け佐伯景弘によって1168年（仁安3年）建設された。海上の大鳥居もこの頃に創建されたと考えられている。初期の扁額は表側（海側）が小野道風・裏側（社殿側）が弘法大師の筆であったという。
1286年（弘安9年）10月、大鳥居は再建された。この鳥居は1325年（正中2年）6月25日大風で倒壊した。
1371年（建徳2年/応安4年）4月、大鳥居は再建される。材木は現在の佐伯区利松・廿日市市宮内などから運ばれた。倒壊時期不明。
1547年（天文16年）11月18日、大内義隆を旦那として大鳥居は再建される。この時から両部鳥居になったと言われる。また義隆は大願寺尊海の要請により、後奈良天皇の宸翰の額を神社に贈る。倒壊時期不明。
1561年（永禄4年）10月、毛利隆元を当主とする毛利氏一族によって大鳥居は再建される。材木は現在の能美島大原・中村、仁保島、山口県岩国市から運ばれた。1716年（亨保元年）自然に倒壊した。
1739年（元文4年）9月、広島藩主浅野吉長によって大鳥居は再建される。楠は現在の中区広瀬、安芸区船越、安芸郡府中町、呉市下蒲刈町から運ばれた。1776年（安永5年）7月7日、落雷により倒壊する。1788年（天明8年）厳島を訪れた菅茶山は『遊芸日記』の中に「華表旧と江中に在り、往年雷震焚蕩し、仍お未だ修建せず」と記している。

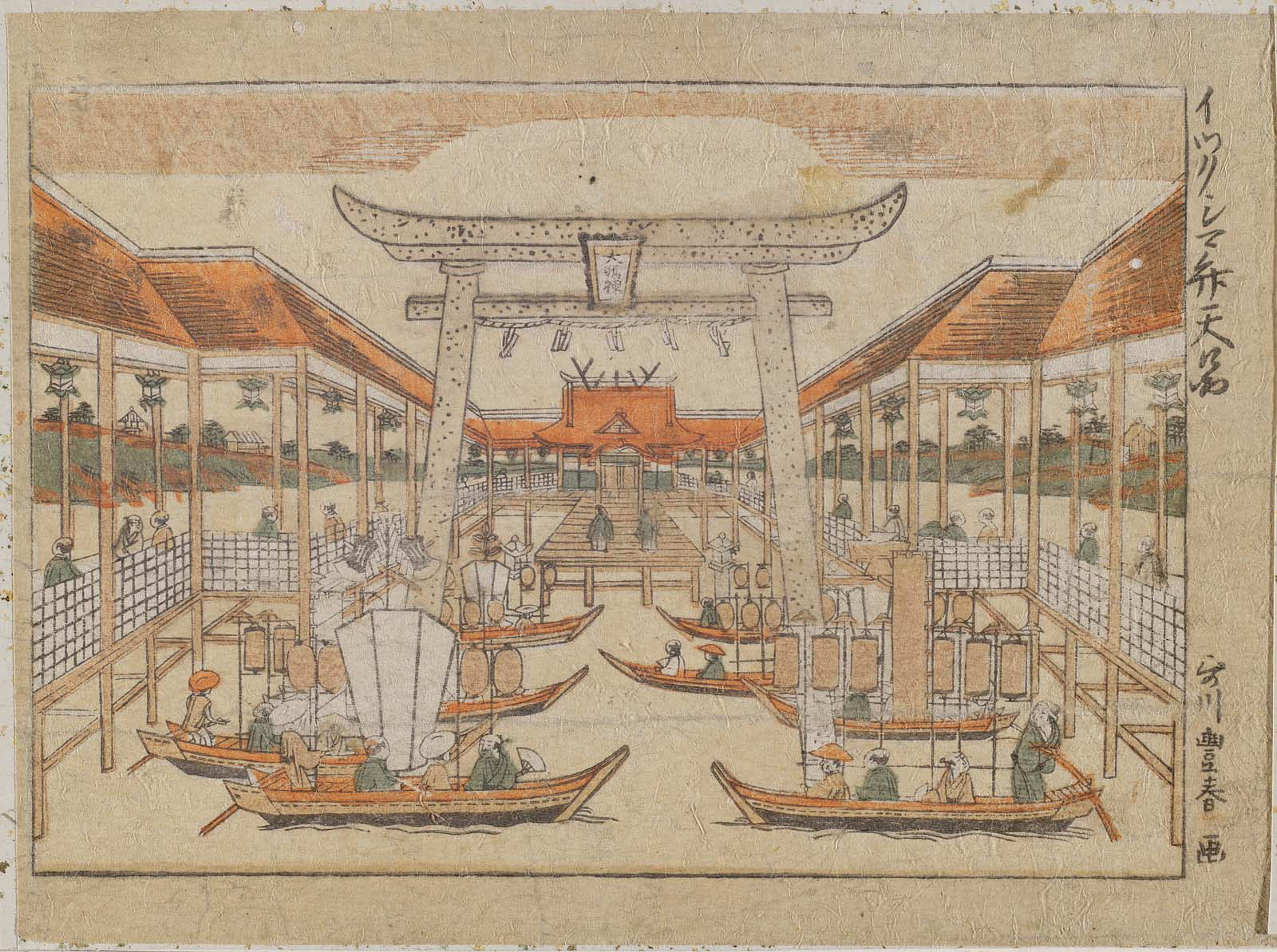
歌川豊春 『厳島弁天図』18世紀刊行。6代目以前の大鳥居にあたる。明神鳥居、朱塗なし。扁額は「大明神」。
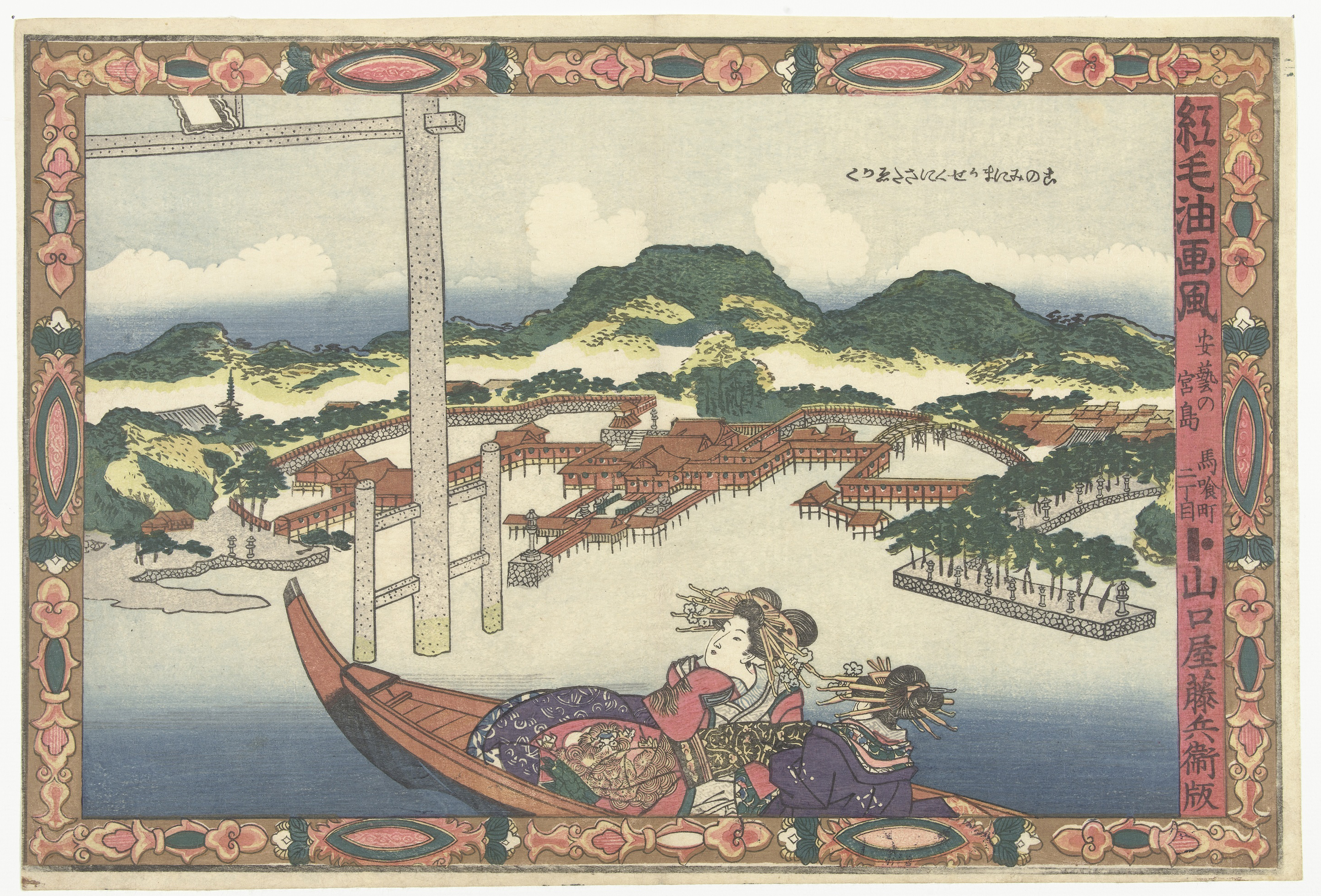
歌川国貞 『紅毛油絵風 安芸の宮島』文政8年（1825年）刊行。7代目以前の大鳥居にあたる。社殿は朱塗だが大鳥居にはなし。
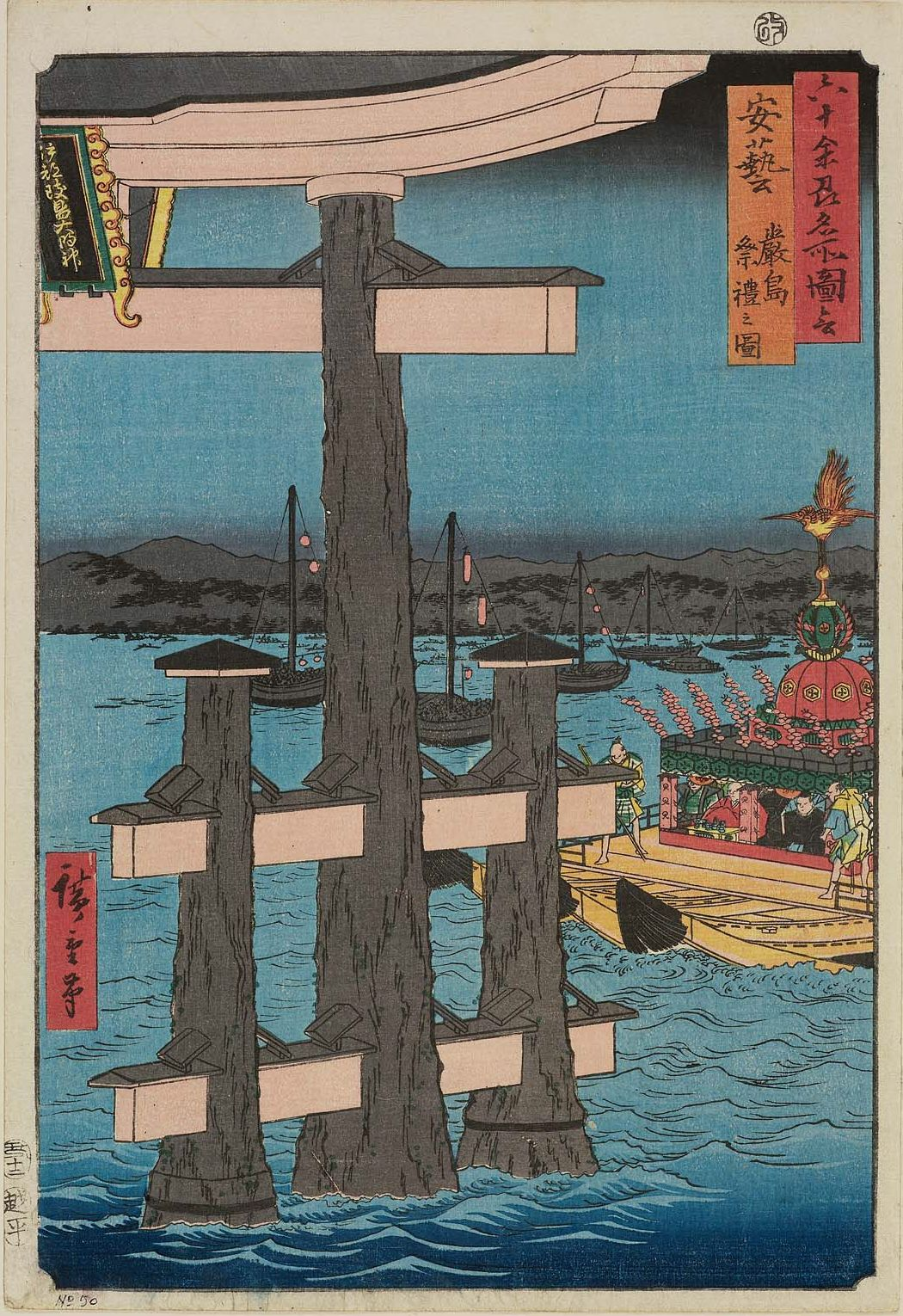
歌川広重『六十余州名所図会 安芸 巌島祭礼之図』嘉永6年（1854年）刊行。7代目以前の大鳥居にあたる。樹皮がついたまま。扁額は「伊都岐島大明神」。

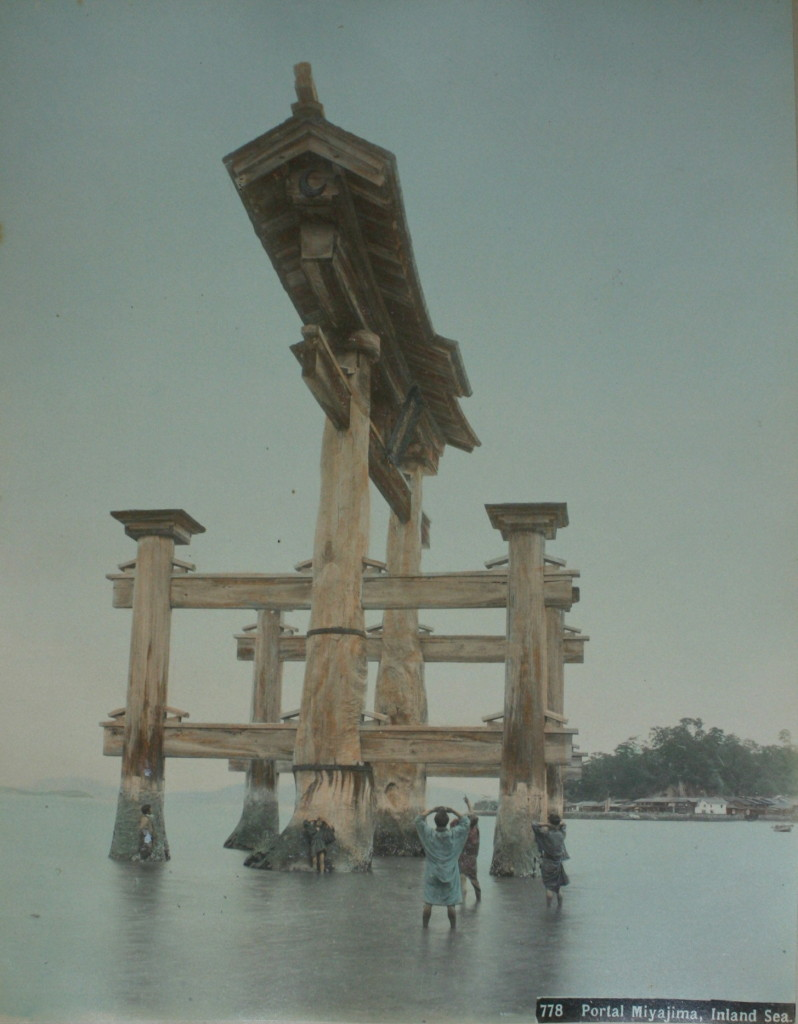
鹿島清兵衛が撮影した1890年代の大鳥居。創建から20年前後にあたる。西側（手前側）主柱は継木が施されているが、東側（向こう側）主柱は当時は1本もの。当初無塗装で1911年（明治44年）丹塗装と屋根の葺替が行われた。

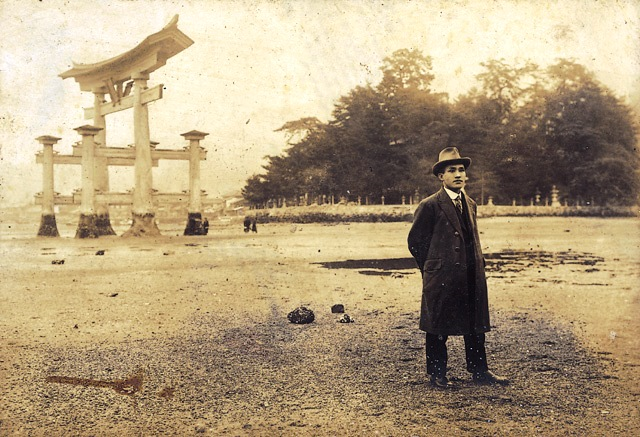
1923年林瑞昌来訪時撮影。朱塗後。当時は基部周りをコンクリートで固めていた。

1801年（享和元年）3月27日、大鳥居は再建される。楠は牟婁郡和歌山県側、南区宇品、竹原市、呉市などから運ばれた。1850年（嘉永3年）8月7日、大風・高潮により大鳥居は大破した。額は南の阿多田島あたりにまで漂流した。
1875年（明治8年）7月18日、小泉甚右衛門（小泉本店）らの斡旋により大鳥居は再建される（現行）。

### 新説
2019年から始まった修繕工事に合わせて行われた調査で新たな発見があった。
- 初代（1168年ごろ創建）と2代目（1286年創建）の間は長く、元々3代目以降は文献で確認できるが2代目以前は未確定の要素があった[3]。
- 1240年（仁治元年）『伊都岐嶋社内外宮造畢幷未造殿舎注進状案』の中に、「造畢分」（すでに造り終えた物）として「大鳥居一基」の記述があることがわかった[3]。
- また厳島神社は、1207年（承元元年）7月3日・1223年（貞応2年）12月2日と2度にわたり大規模炎上している[3][17]。

つまり、1223年から1240年の間に大鳥居が再建されたことになる。

### 補修と次世代
1875年（明治8年）創建の現在の大鳥居は、台風での破損修理以外での大規模補修は1909年（明治42年）・1925年（大正25年）・1950年（昭和25年）・1965年（昭和40年）・1994年（平成6年）に行われている。いずれも柱基礎部の補強、腐朽部分の除去、根継ぎの取替修理などである。1950年の根継ぎ材は貨車で運ばれたが、あるところのトンネルの入り口で立ち往生したというエピソードもある。
1990年代以降、賽銭感覚で主柱に硬貨を挟む迷惑行為が続いていた。

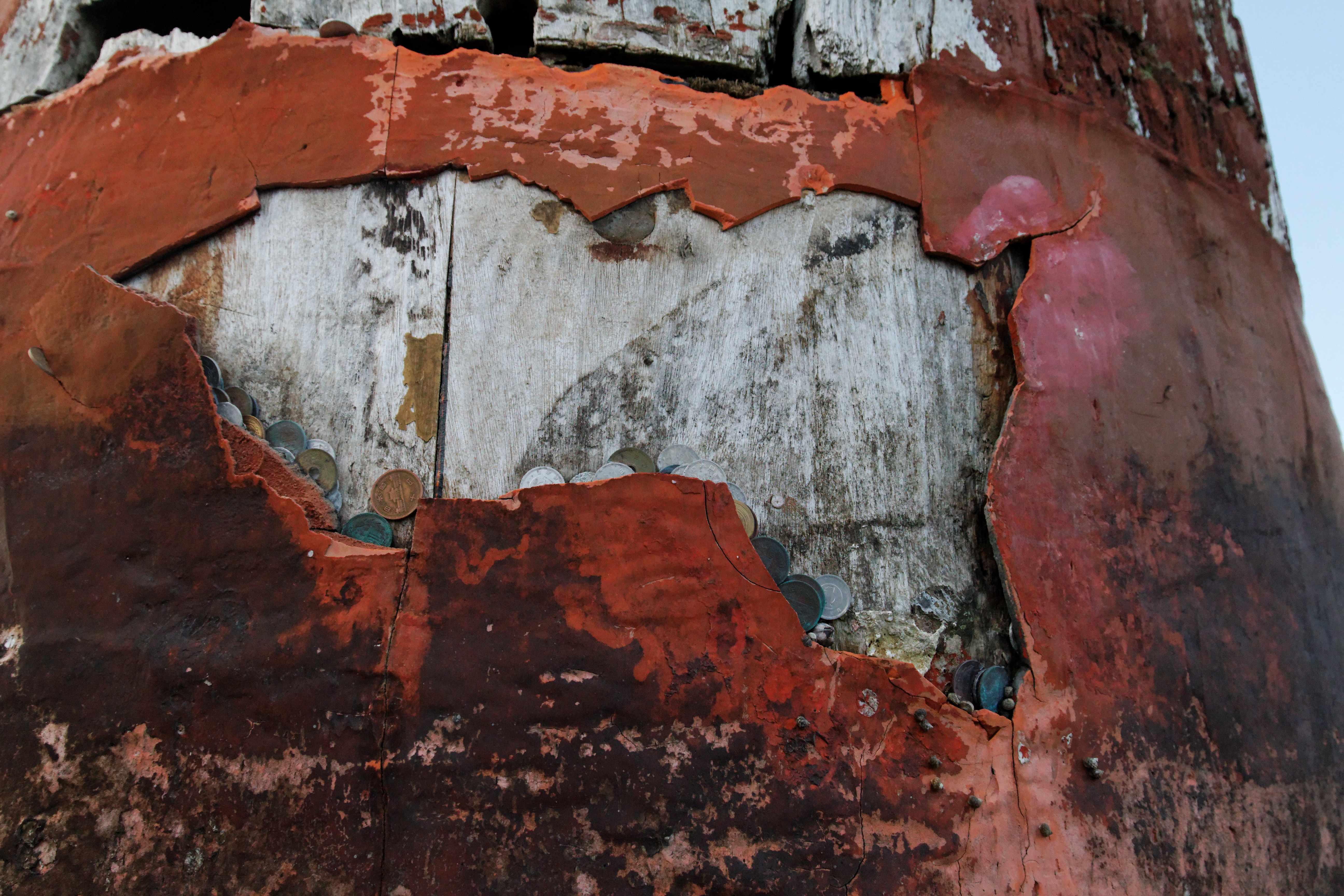
2009年。根継部は表面をコーティングし防水加工していた[13]。これは木地とパテの隙間に硬貨を挟んでいる（文化財保護法違反）。
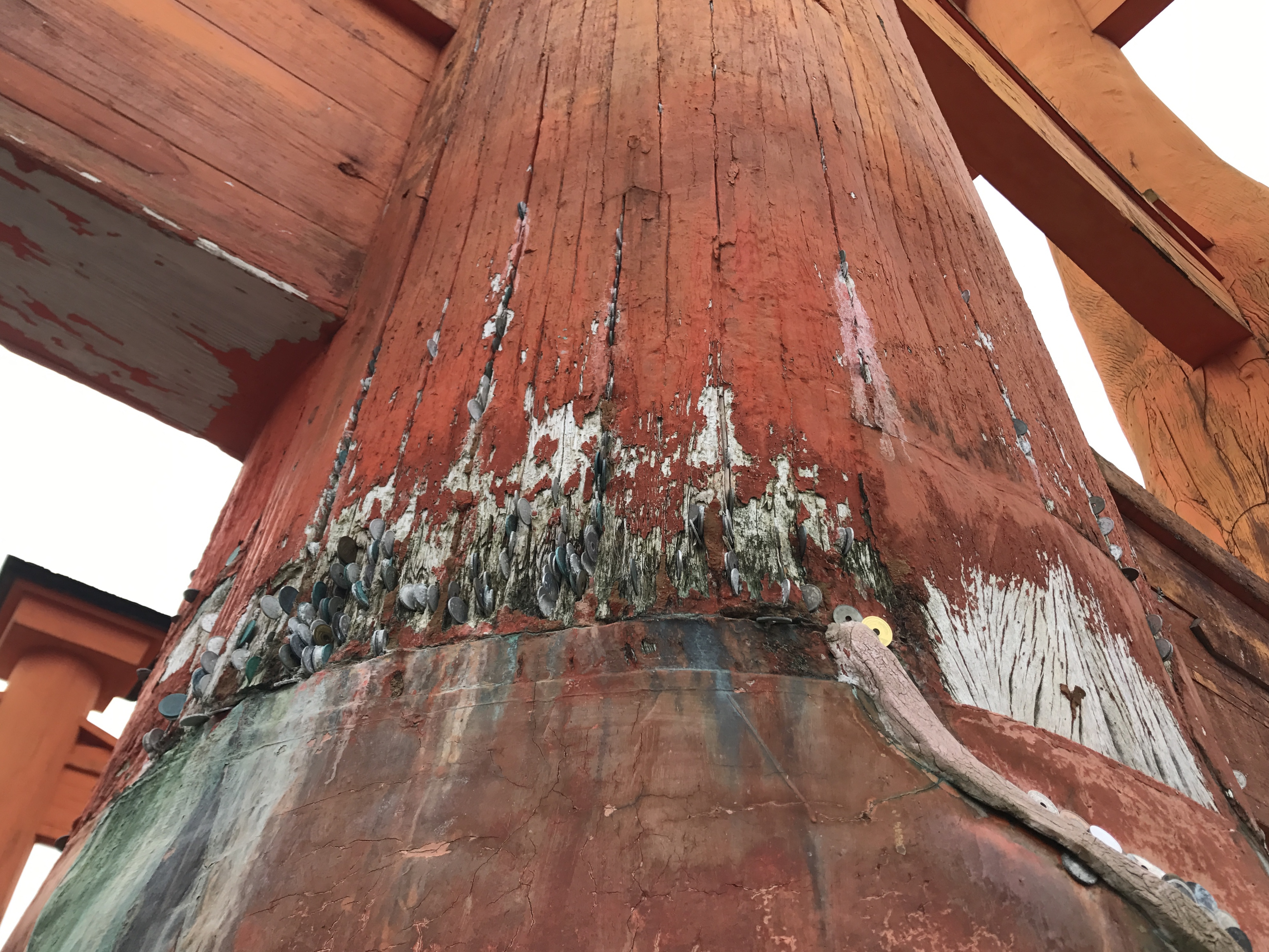
2017年。明治8年創建の主柱の亀裂にむりやり硬貨を差し込んでいる（文化財保護法違反）
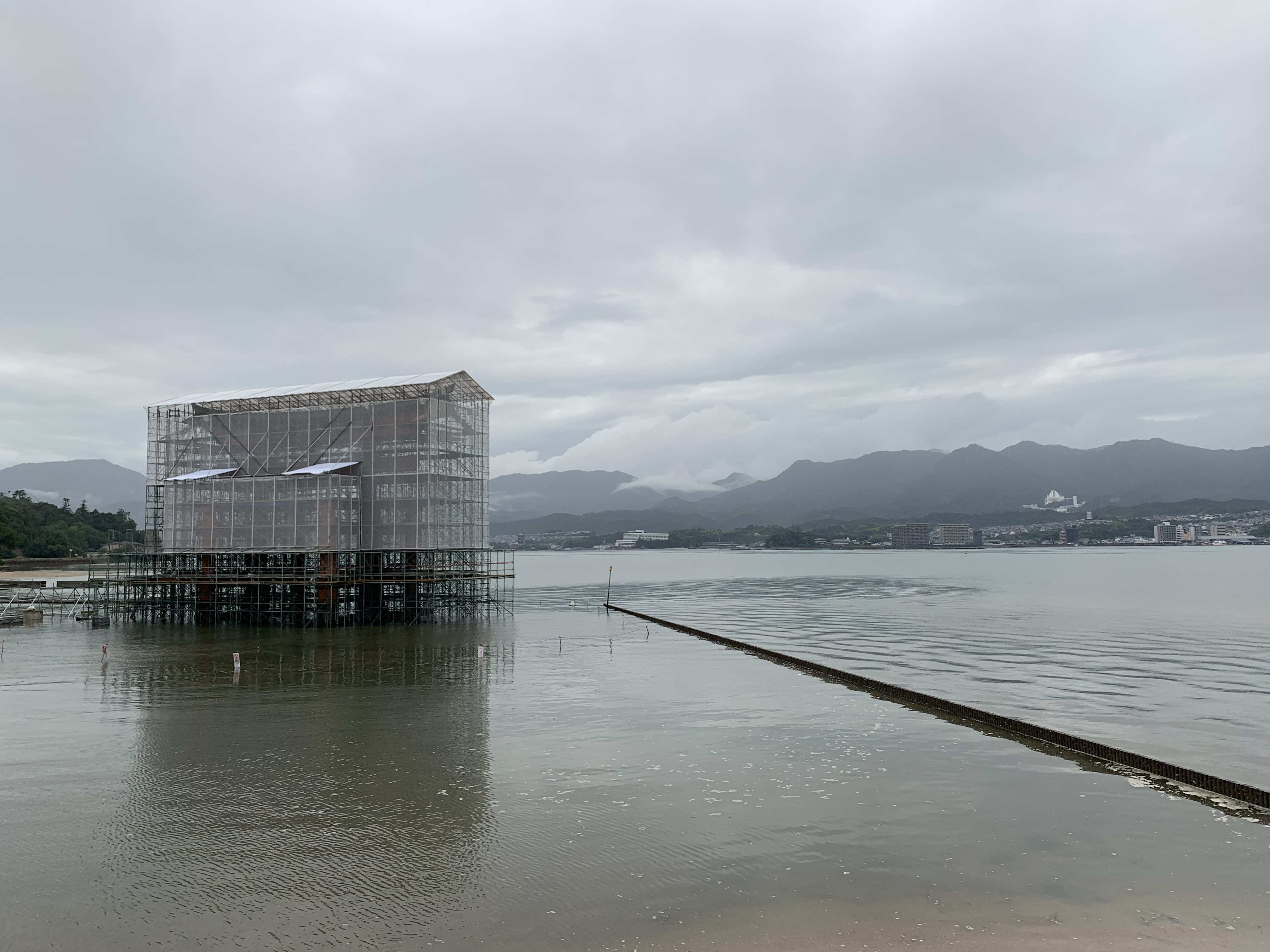
令和の大工事 陸側より
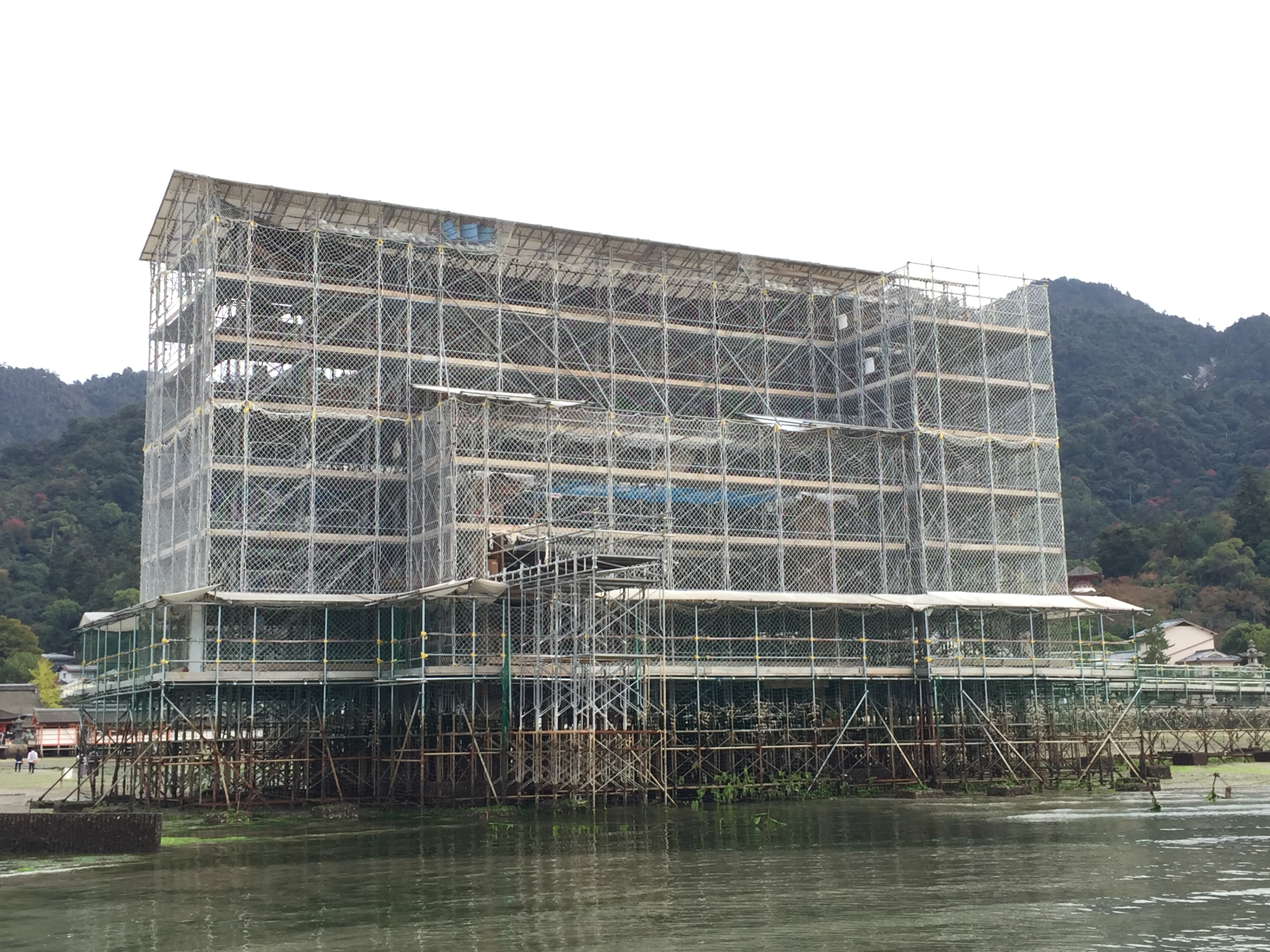
令和の大工事 海側より
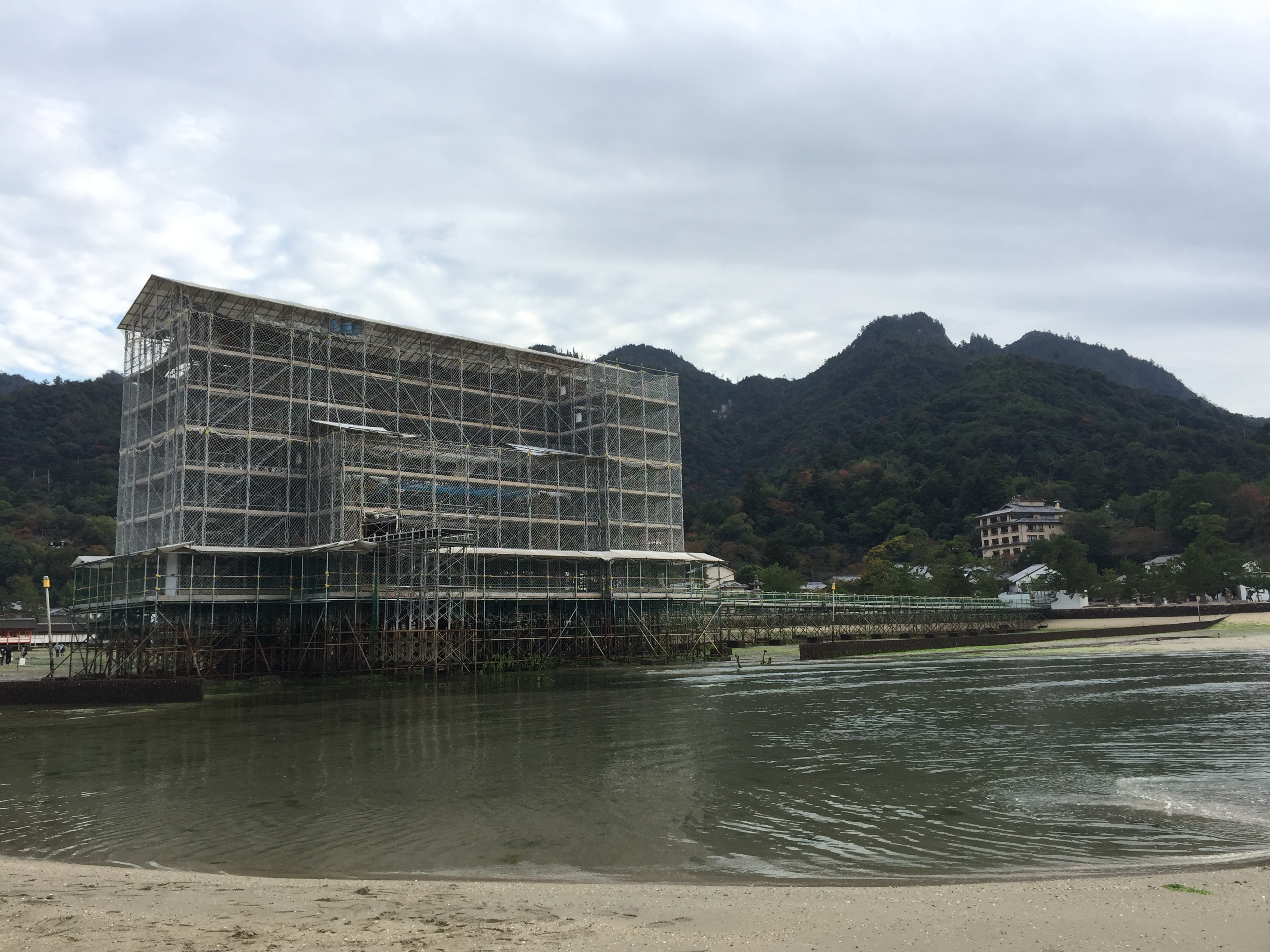
厳島神社大鳥居 令和の大工事の作業用通路

こうした損傷や老朽化対策として、2019年（令和元年）から大規模修繕工事が行われた。予想以上のシロアリ被害からの修復とCOVID-19禍の中で行われ、2022年12月に工事完了した。
また平成3年台風第19号で厳島神社が大きな被害を受けたことから、それを教訓として大鳥居に必要なクスノキを確保するため、宮島町有志で「宮島千年委員会」を結成、県内外でクスノキ育成に取り組んでいる。この活動の一環として厳島の国有林内に、大鳥居用材のクスノキ確保を目的とした「悠久の森」、檜皮採取用のヒノキ確保を目的とした「檜皮の森」を設け、官民で島内での次世代用材の育成を続けている。

## 観光
潮の干満によって全く異なる様相を見せる。宮島観光協会によると（広島湾の）潮位では、神社が海に浮かんで見える目安は250 cm以上、大鳥居の根元まで歩いていける目安は100 cm以下としている。
- 年間潮汐・潮見表 - 宮島観光協会

以下、船で近づくことができる手段を記す。
- 宮島遊覧観光
  - ろかい舟 - 昼の満潮時のみ
  - ナイトクルージング - 夜のみ
- アクアネット広島
  - 宮島参拝遊覧船
  - 宮島行大鳥居遊覧航路
- 宮島連絡船大鳥居便 - 宮島口フェリー乗り場発で9時から16時の間は大鳥居に近づく航路で運行されている。
- シーカヤック - HARTアドベンチャーセンター、宮島シーカヤック、SUP宮島、パドルパーク

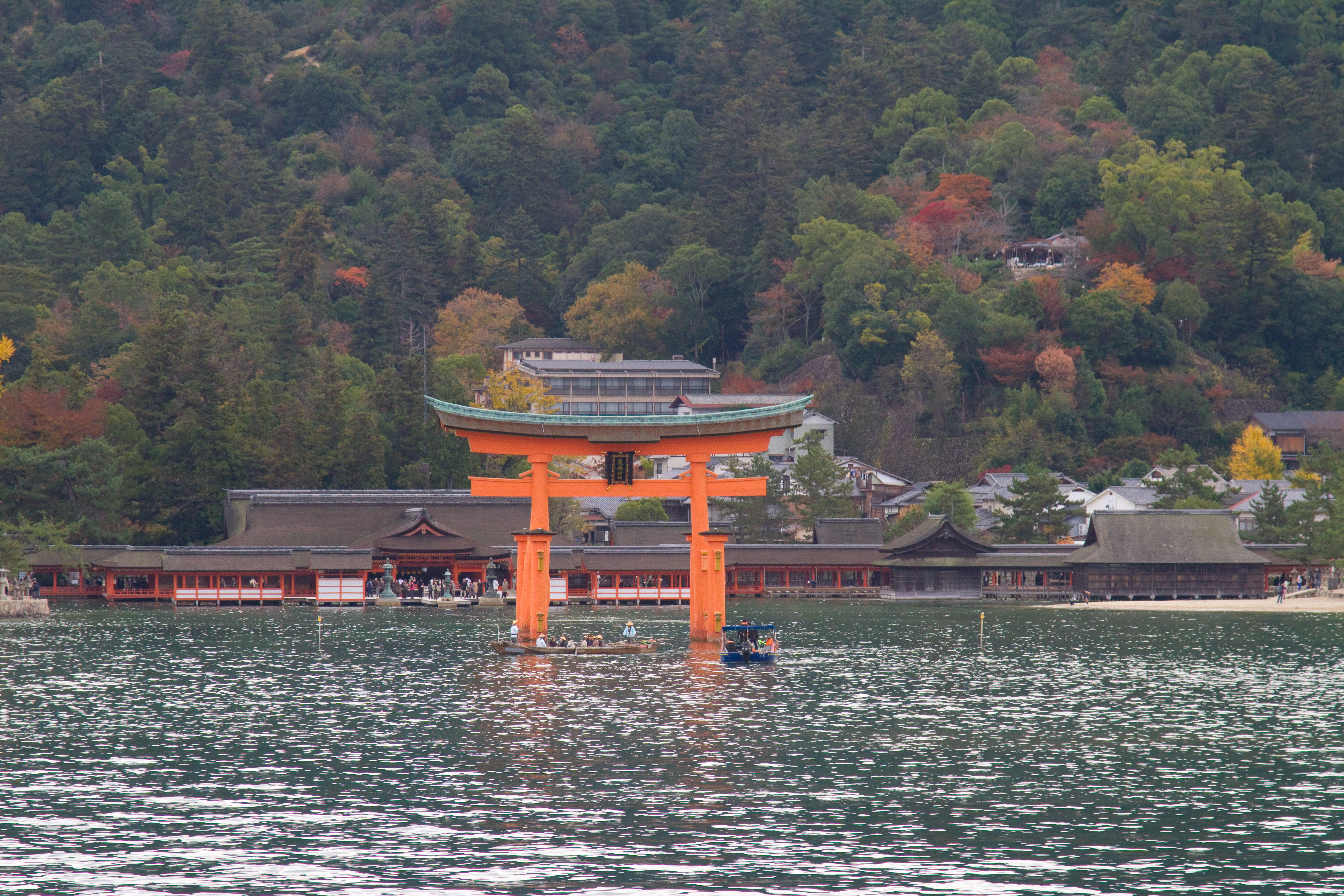
ろかい舟
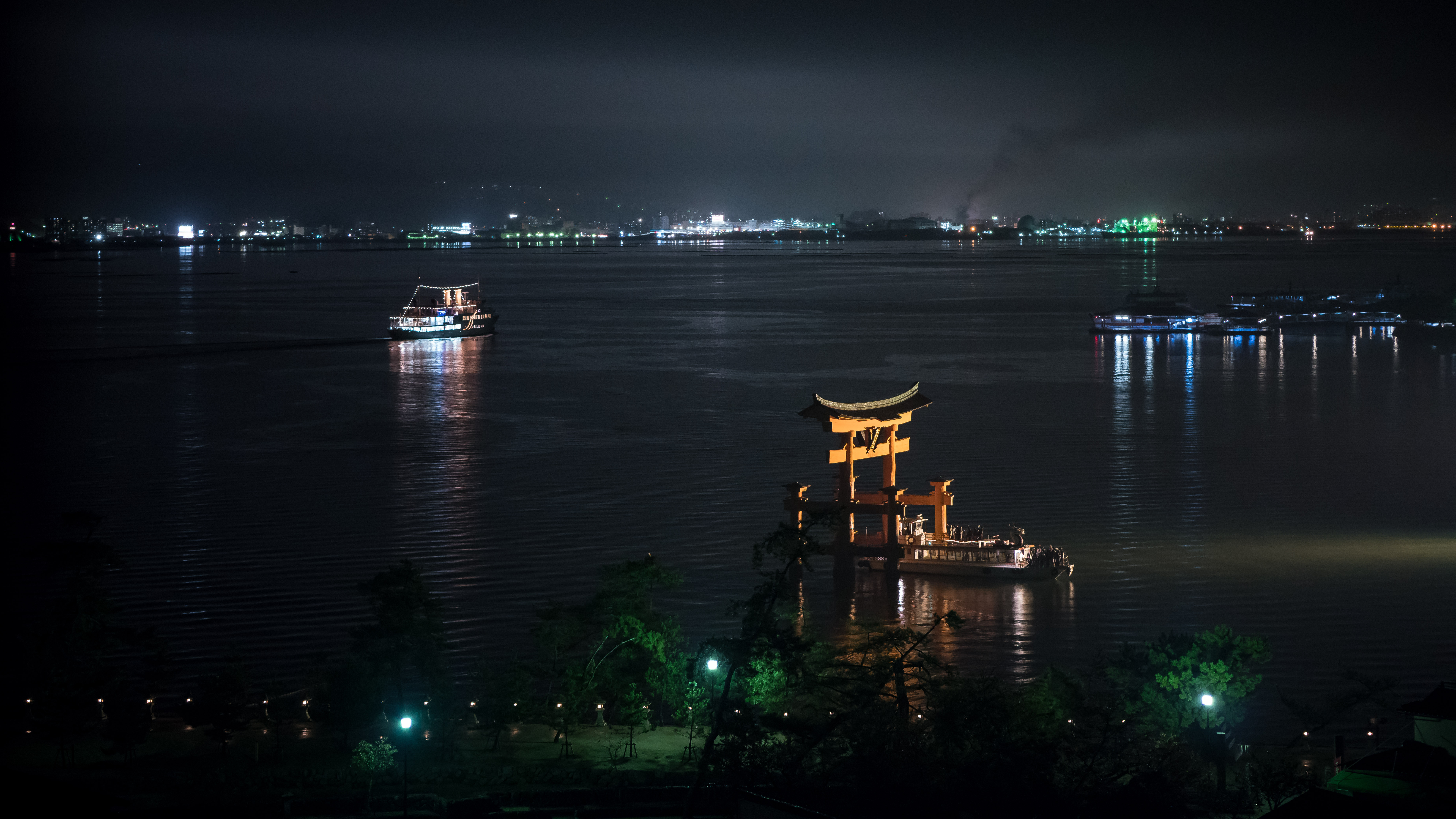
大鳥居側が宮島遊覧観光のナイトクルージング、左奥側が宮島連絡船
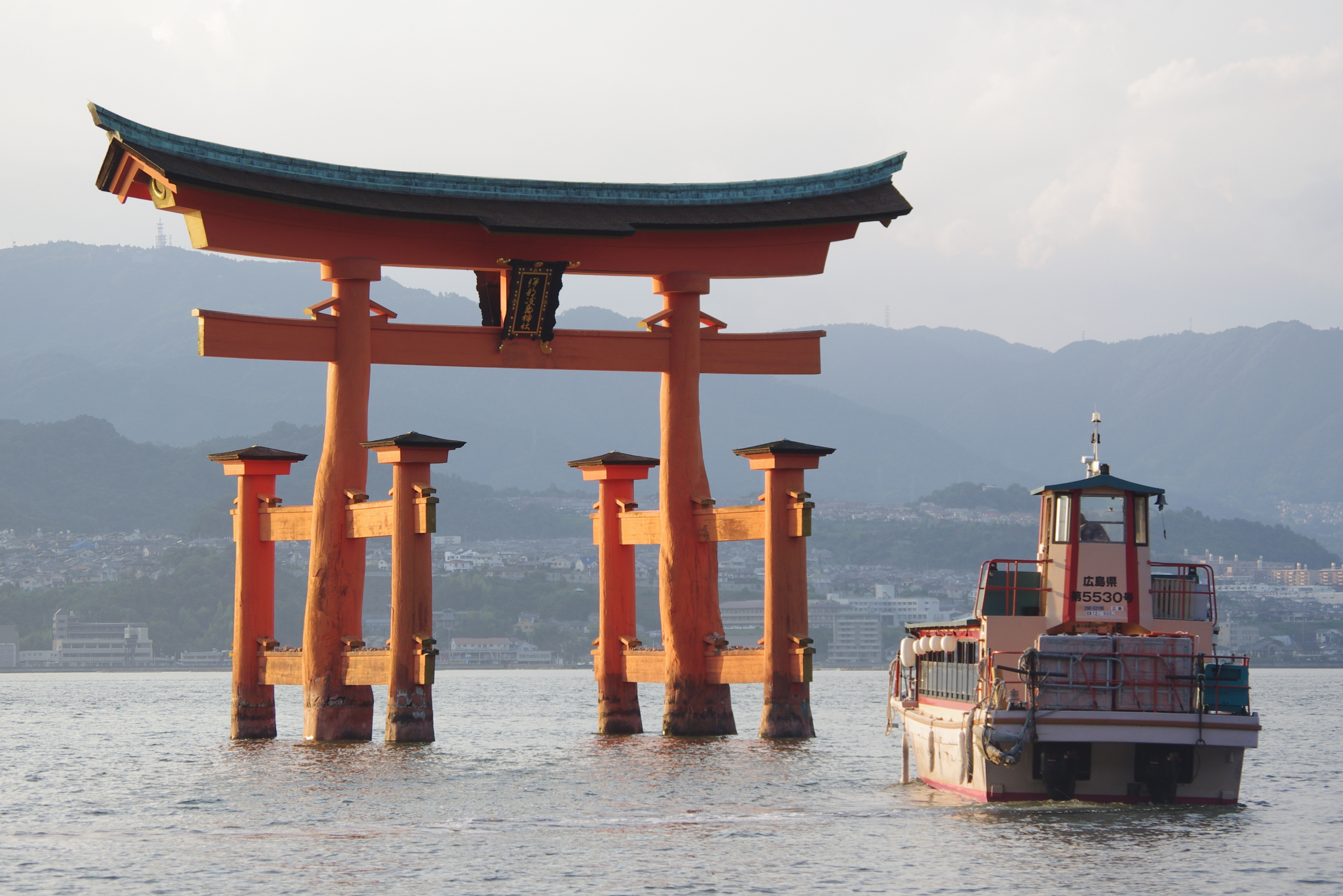
宮島行大鳥居遊覧航路

## ギャラリー

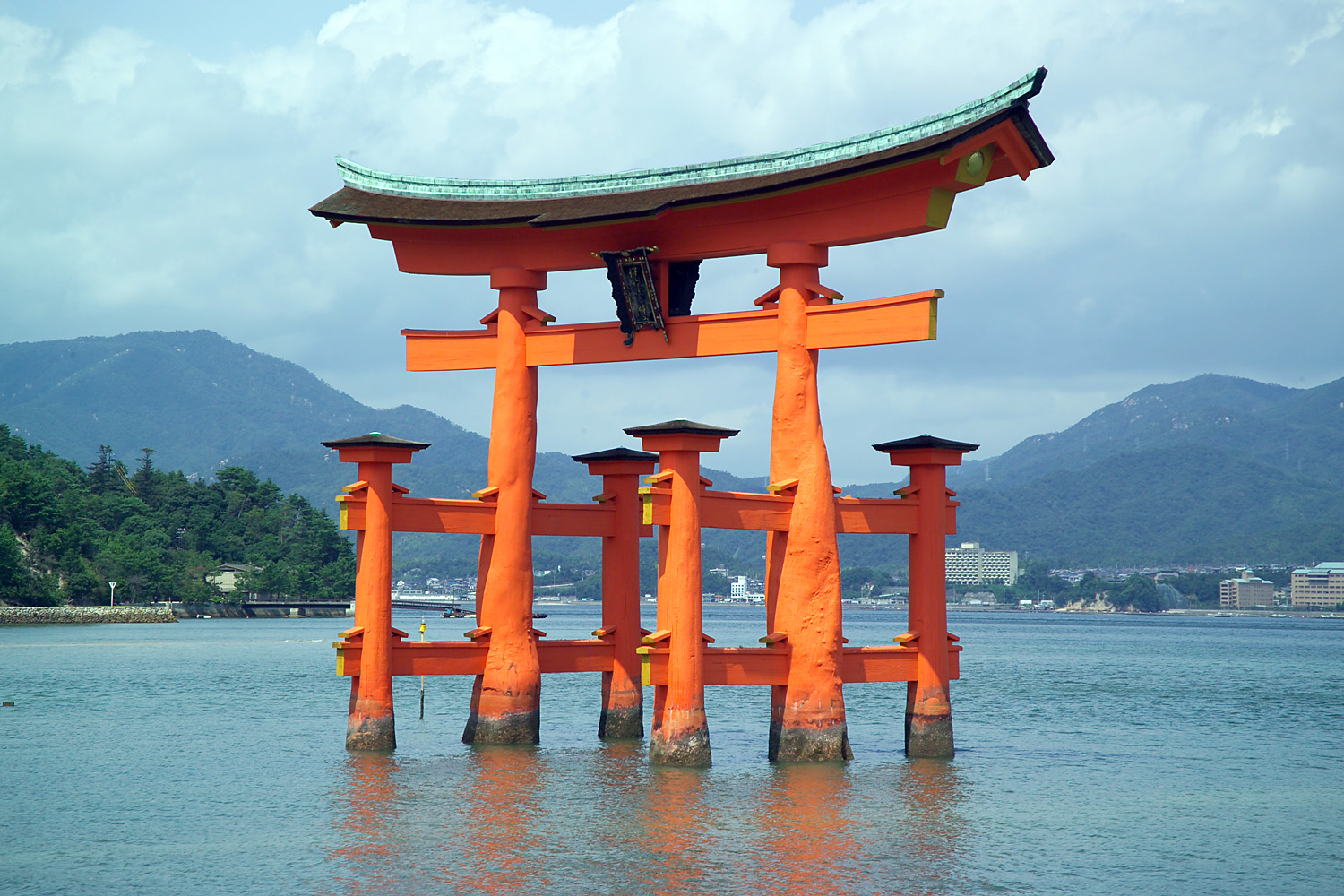
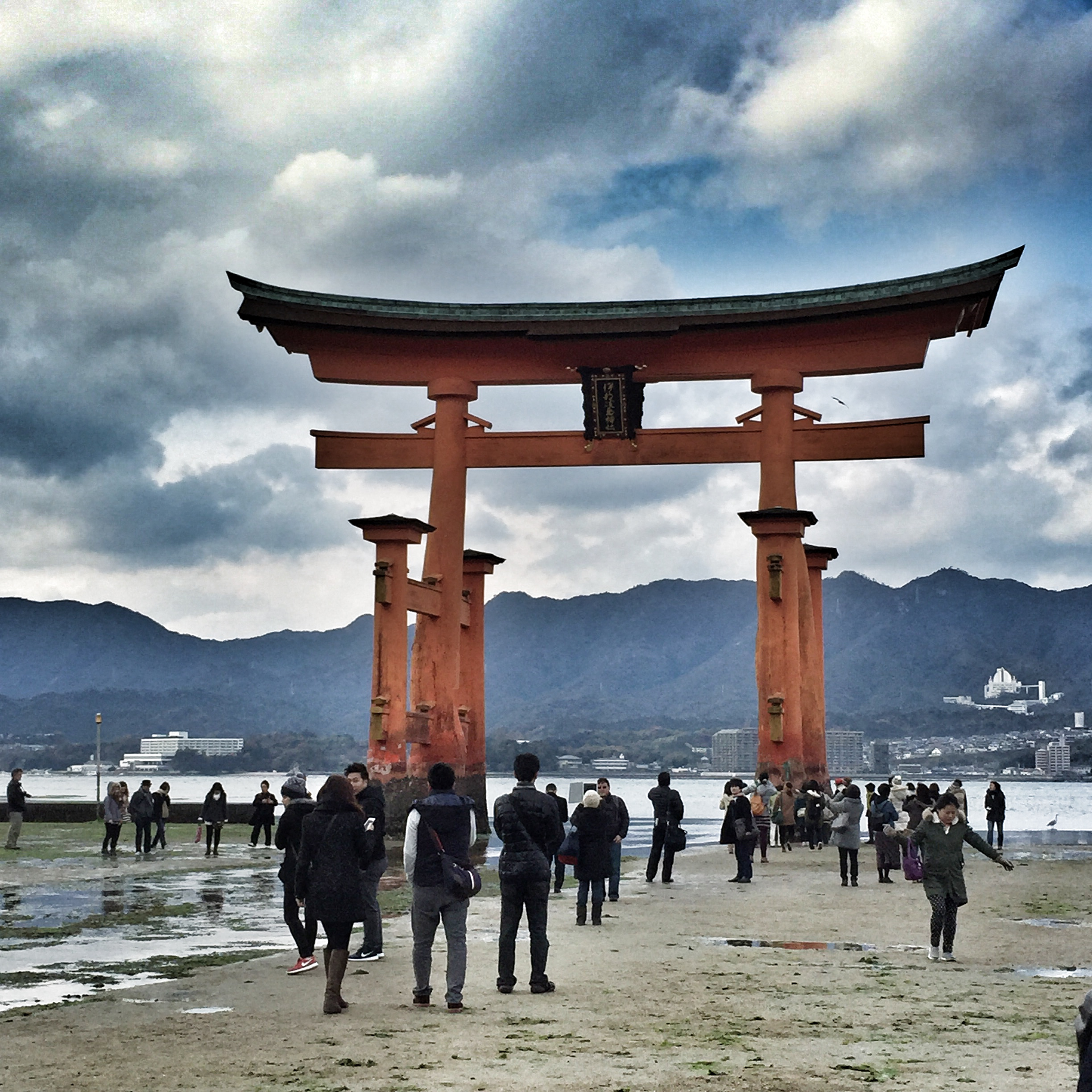
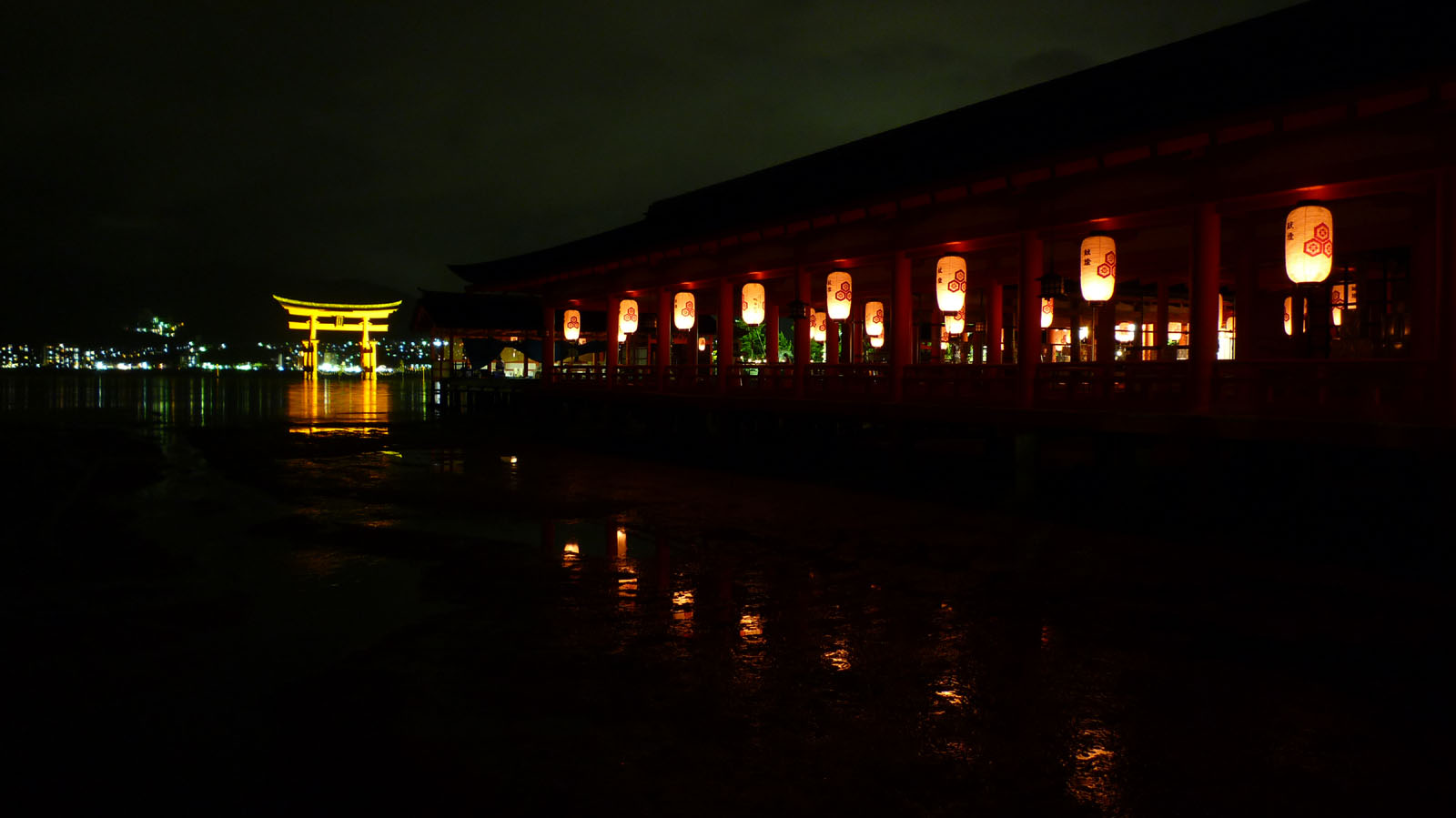
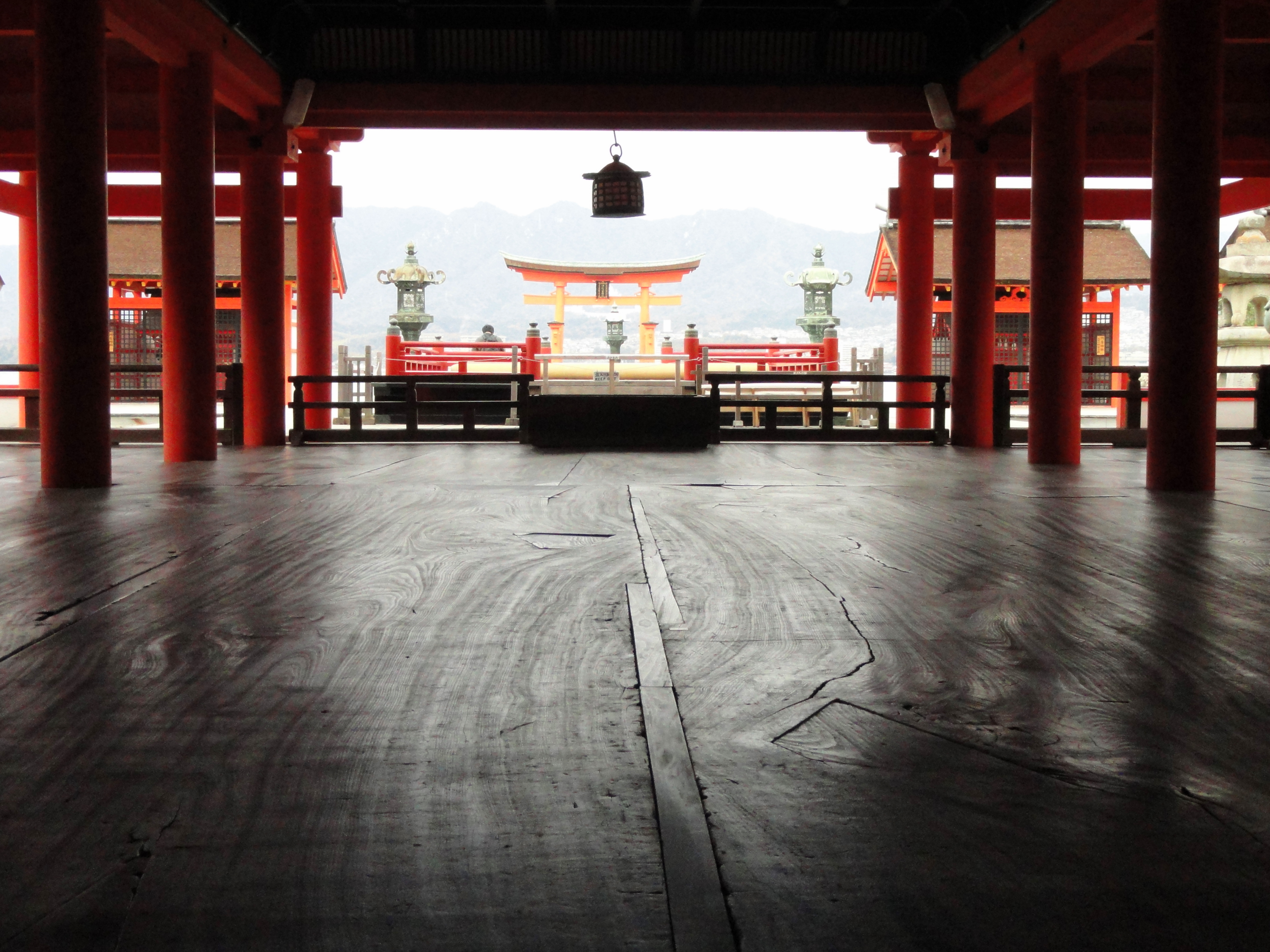
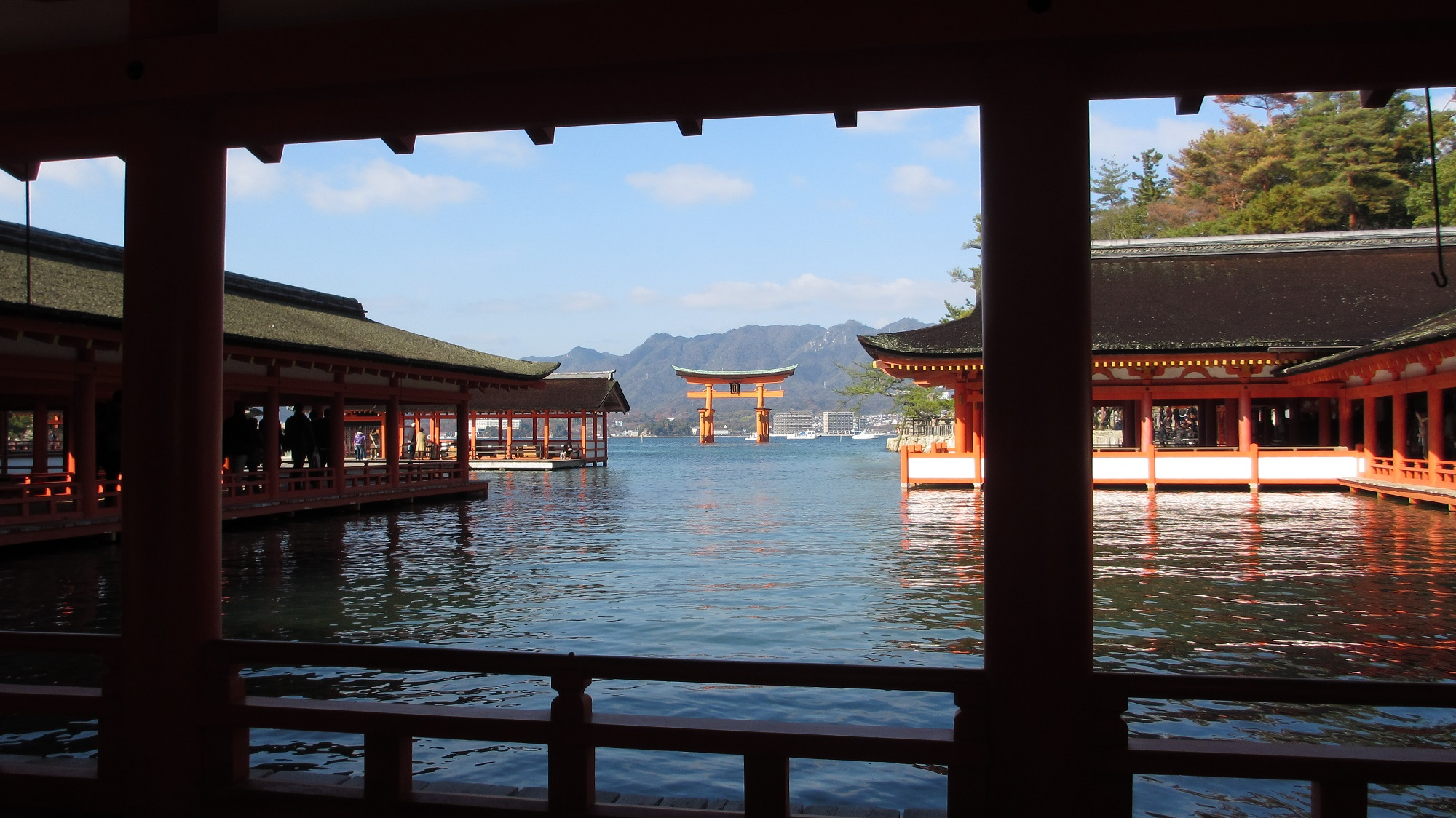
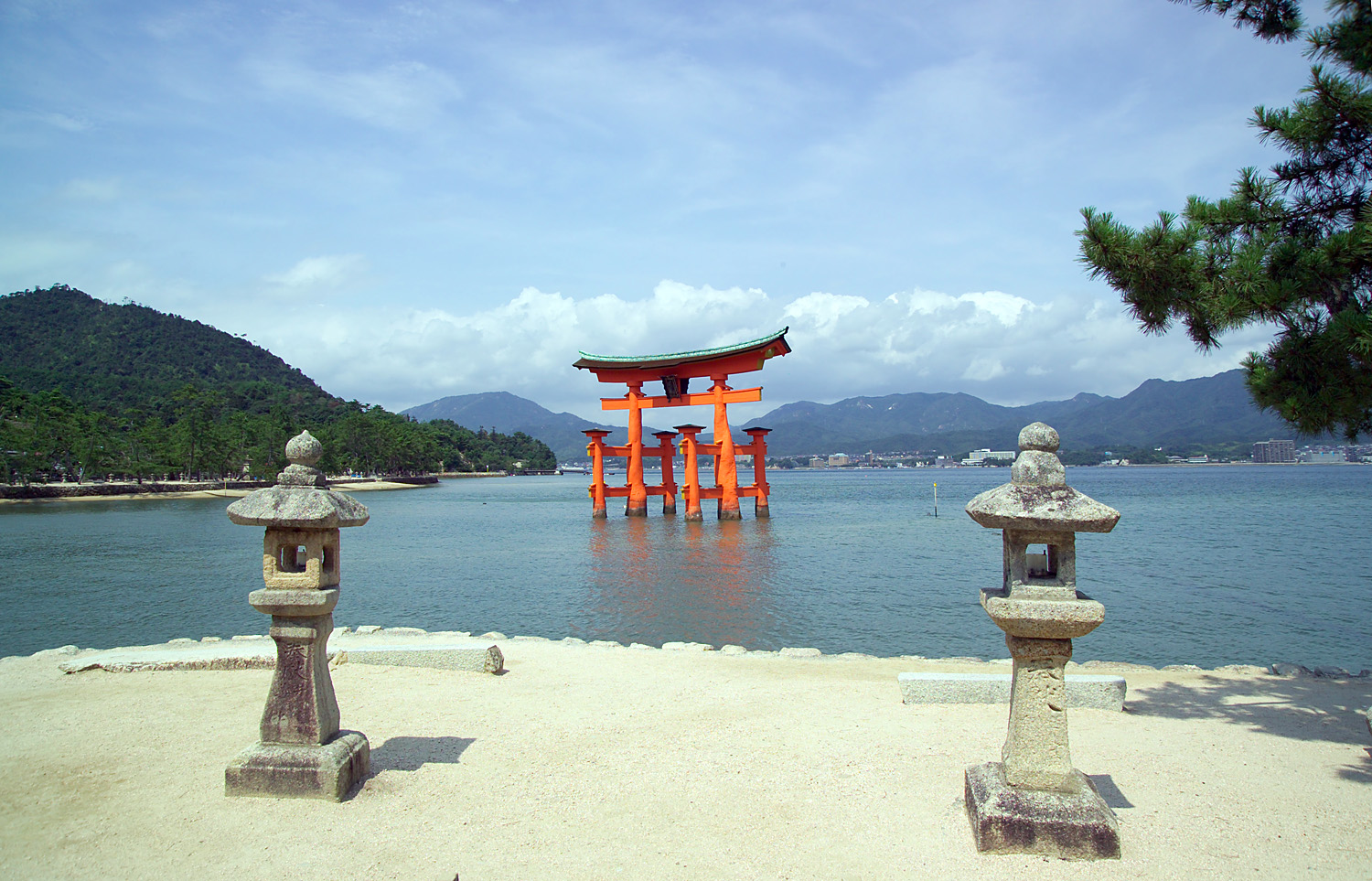
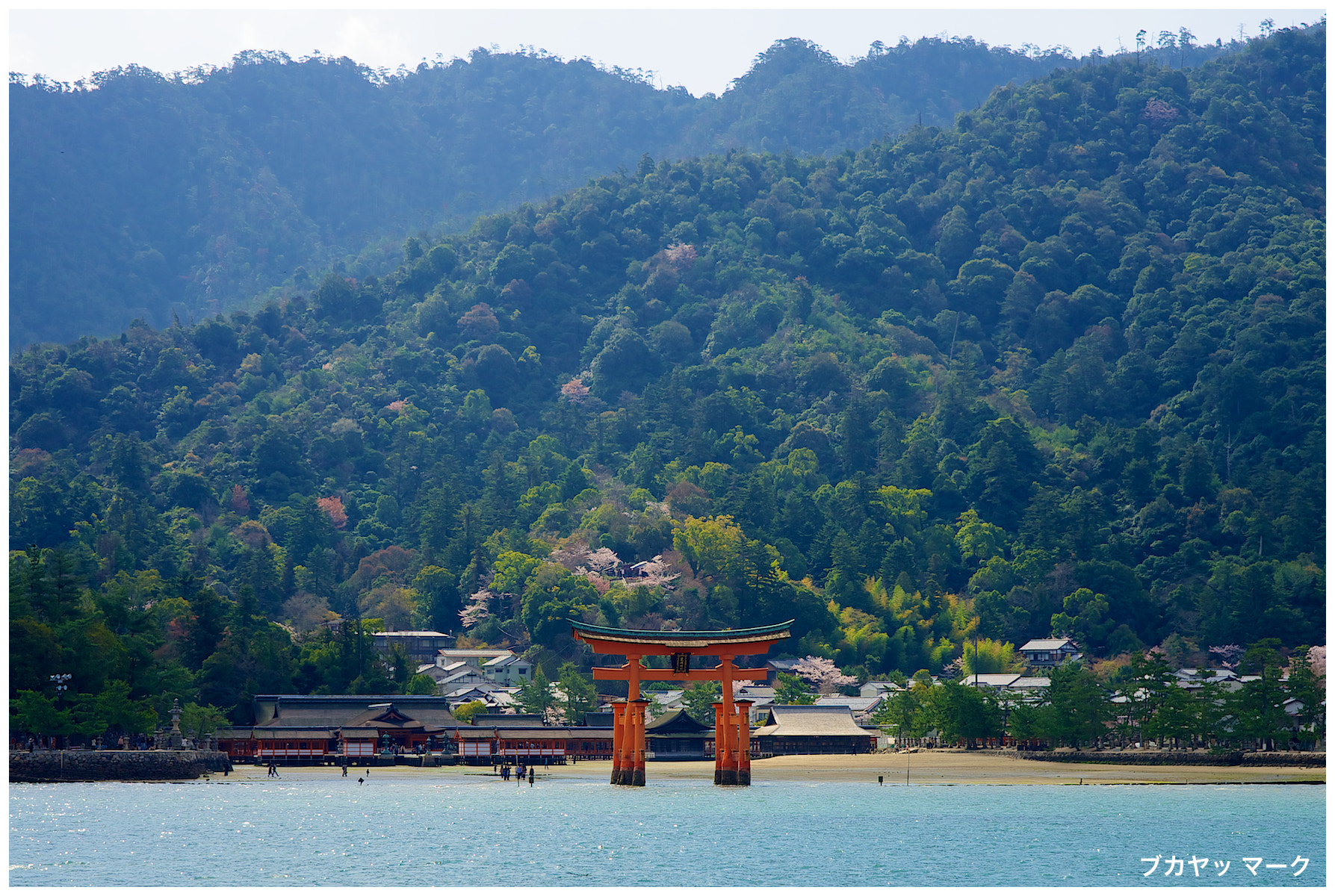
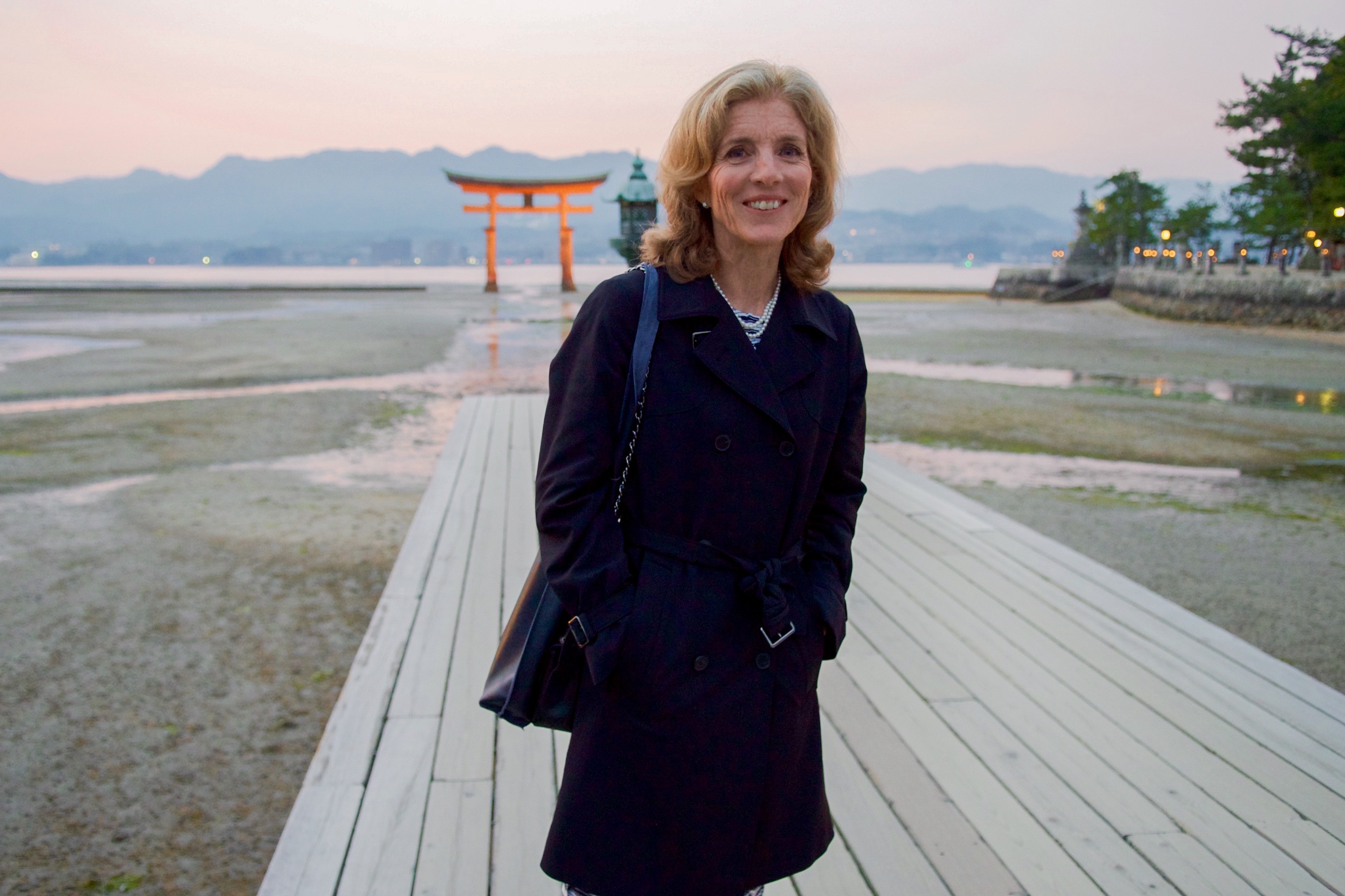
キャロライン・ケネディ
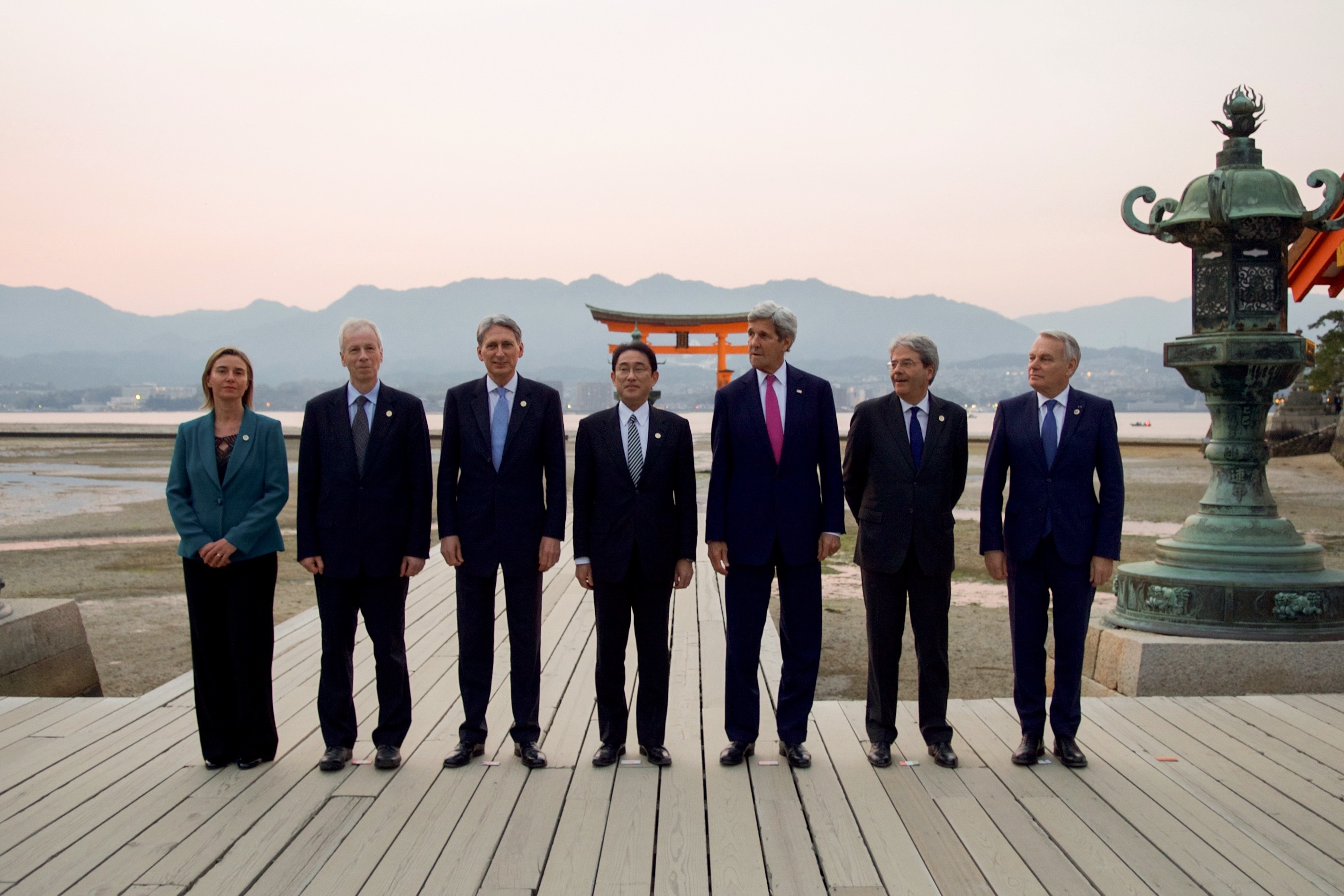
2016年G7広島外相会合
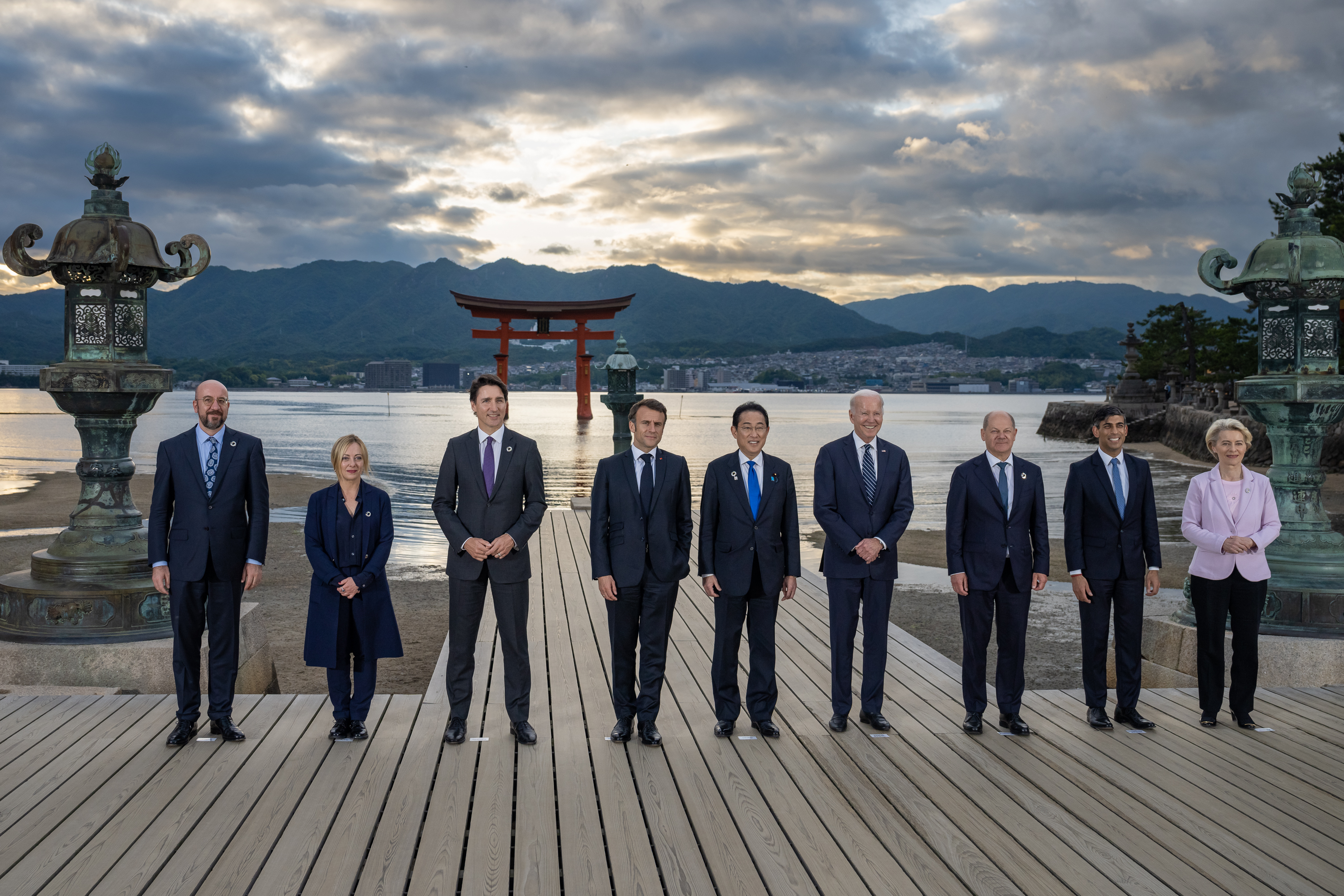
2023年G7広島サミット

## 参考資料
- 藤井義久、藤原裕子、木川りか、原島誠、喜友名朝彦、杉山純多、早川典子、川野邊渉「厳島神社大鳥居の生物劣化調査」（PDF）『保存科学』第50巻、東京文化財研究所、2011年、157-171頁、NDLJP:10963965、2020年7月31日閲覧。